# Вірменська архітектура
Вірменська архітектура — архітектурна культура вірменського народу, створена на території всієї історичної Вірменії

## Історія розвитку

### VI до н.е.— III н.е.

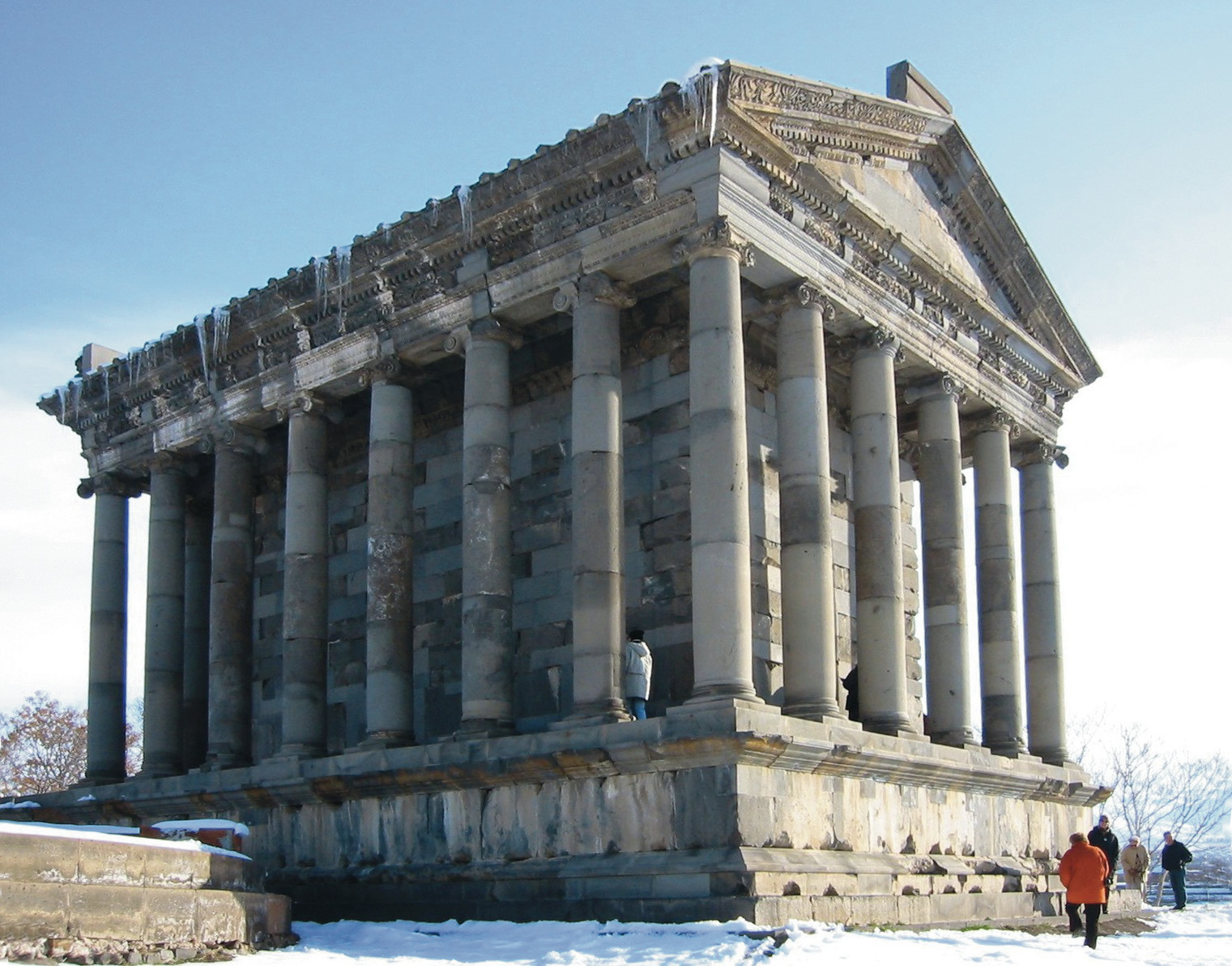
Гарні, I століття н. е. Напис царя Трдата каже: «Геліос! Трдат Великий, Великої Вірменії (Μεγαλη Αρμενια) володар, коли властитель збудував агарак цариці (та) цю неприступну фортецю в рік одинадцятий свого царювання…»

У I тисячолітті до н. е. в основному було завершено процес формування вірменського народу. З VI століття до н. е. архітектура й містобудування на Вірменському нагір'ї вступили до нового етапу розвитку, виявляючи нові якісні особливості. Ксенофонт у праці «Анабасіс» наводить першу згадку про народне житло вірменів — глхатуне. У III—I століттях до н. е. виникли та розвинулись міста ранньої вірменської державності — Армавір, Єрвандашат, Арташат, Вагаршапат, Тигранакерт, Зарішат тощо. У великих містах значного розвитку набули металургія, гончарне виробництво, художня обробка каменю й дерева, будівельна справа. Ці міста, так само як і великі фортеці (Гарні, Артагерс, Ані-Камах, Даруйк), поганські святині (Багаван, Багреванд, Аштішат тощо), стали основними ланками розвитку давньовірменської архітектури й містобудування. Відповідно до письмових джерел, частково до матеріалів розкопок Гарні, Армавіра й Арташата, традиційні містобудування та архітектура Вірменії, починаючи з IV століття до н. е., розвивались під впливом греко-елліністичної, а з I століття до н. е. — римської культури, формуючи «вірменський еллінізм». Містобудівельні фактори, включаючи захисні особливості міст, багато в чому були схожими на елліністичні. Для будівництва міст місцевість обиралась поблизу річок (Аракс, Арацані), які, окрім забезпечення життєдіяльності, складали частину оборонної системи міст.
Шедевром античної архітектури Вірменії є Гарні, зведений вірменським царем Трдатом I (54—88) 76 року, про що свідчить виявлений там же його напис грецькою.
За свідченням Плутарха в Арташаті й Тигранакерті існували театри, які імовірно були збудовані за типом античних амфітеатрів. В результаті розкопок Гарнійської фортеці було виявлено рештки царського палацу й лазні — з мозаїчними підлогами. В Арташаті було виявлено лазні, системи водопостачання, архітектурні та скульптурні фрагменти будівель.

### Галерея

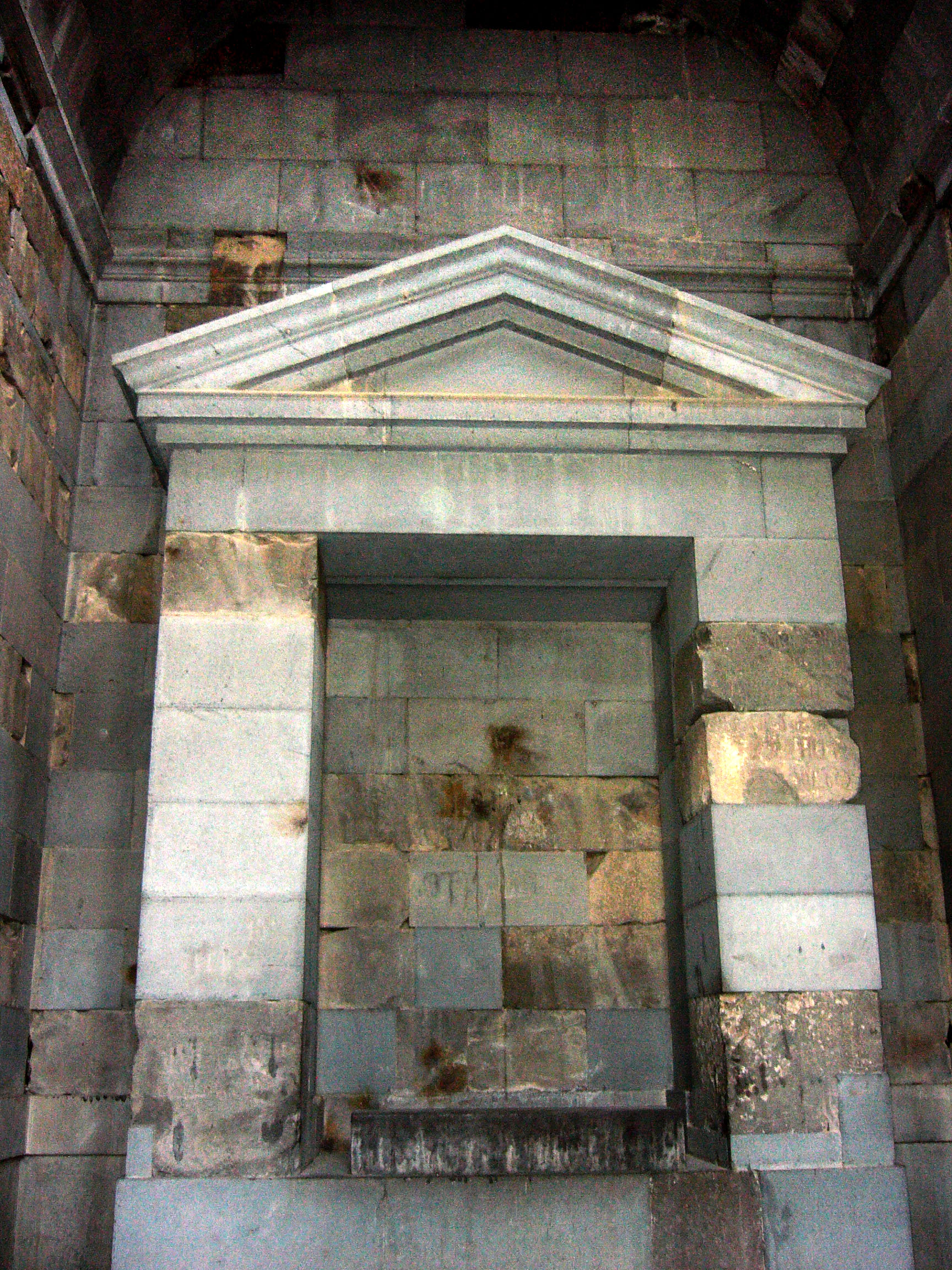
Вівтар Гарні
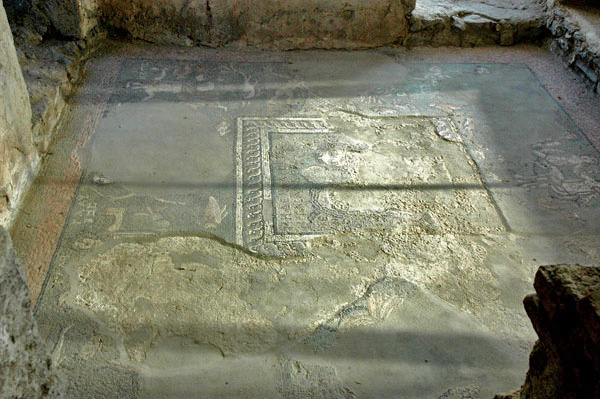
Лазні Гарні
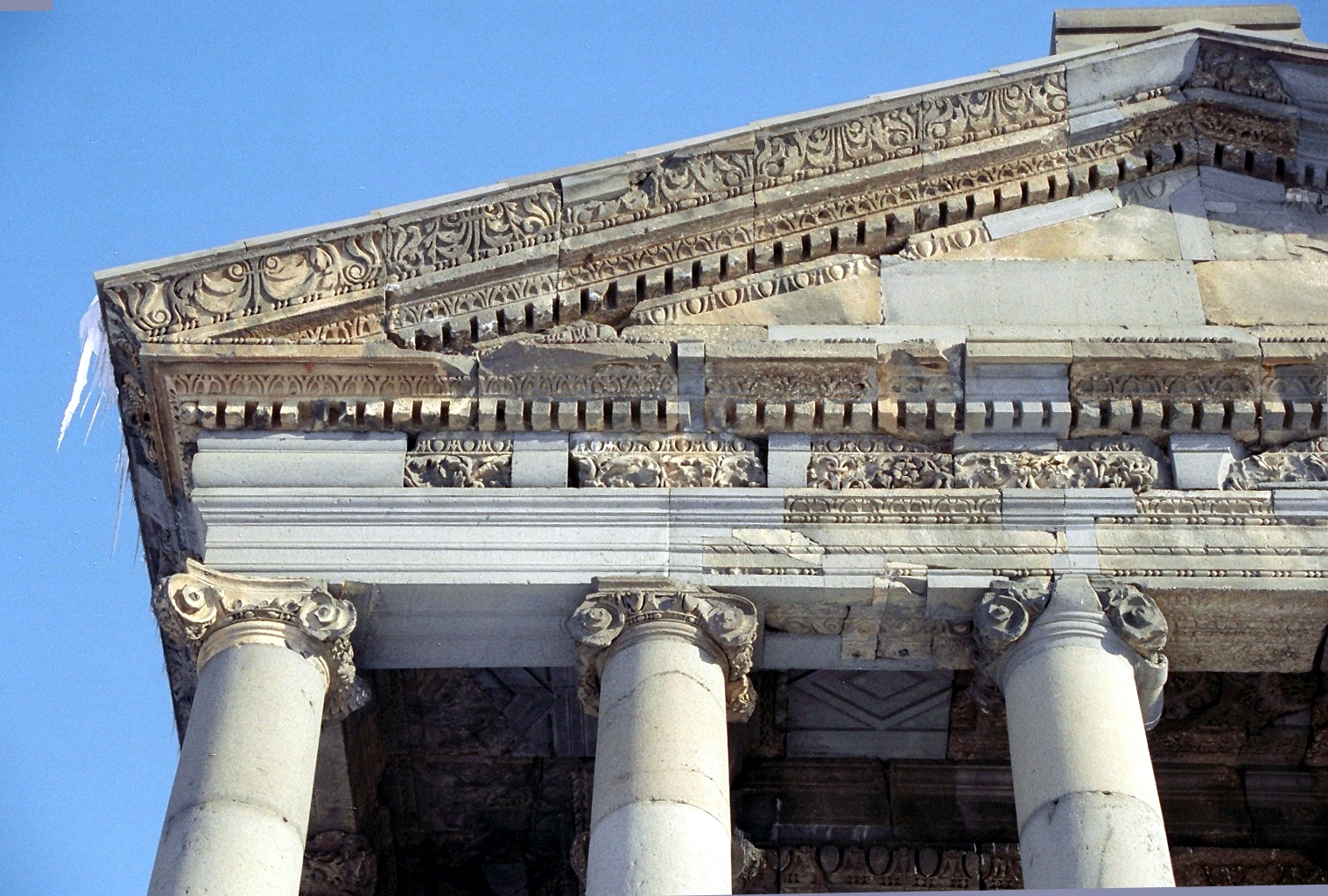
Фрагмент

## IV—VII століття

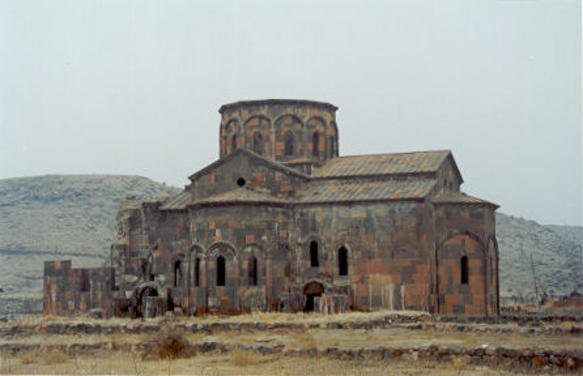
Талінський собор, VII ст.

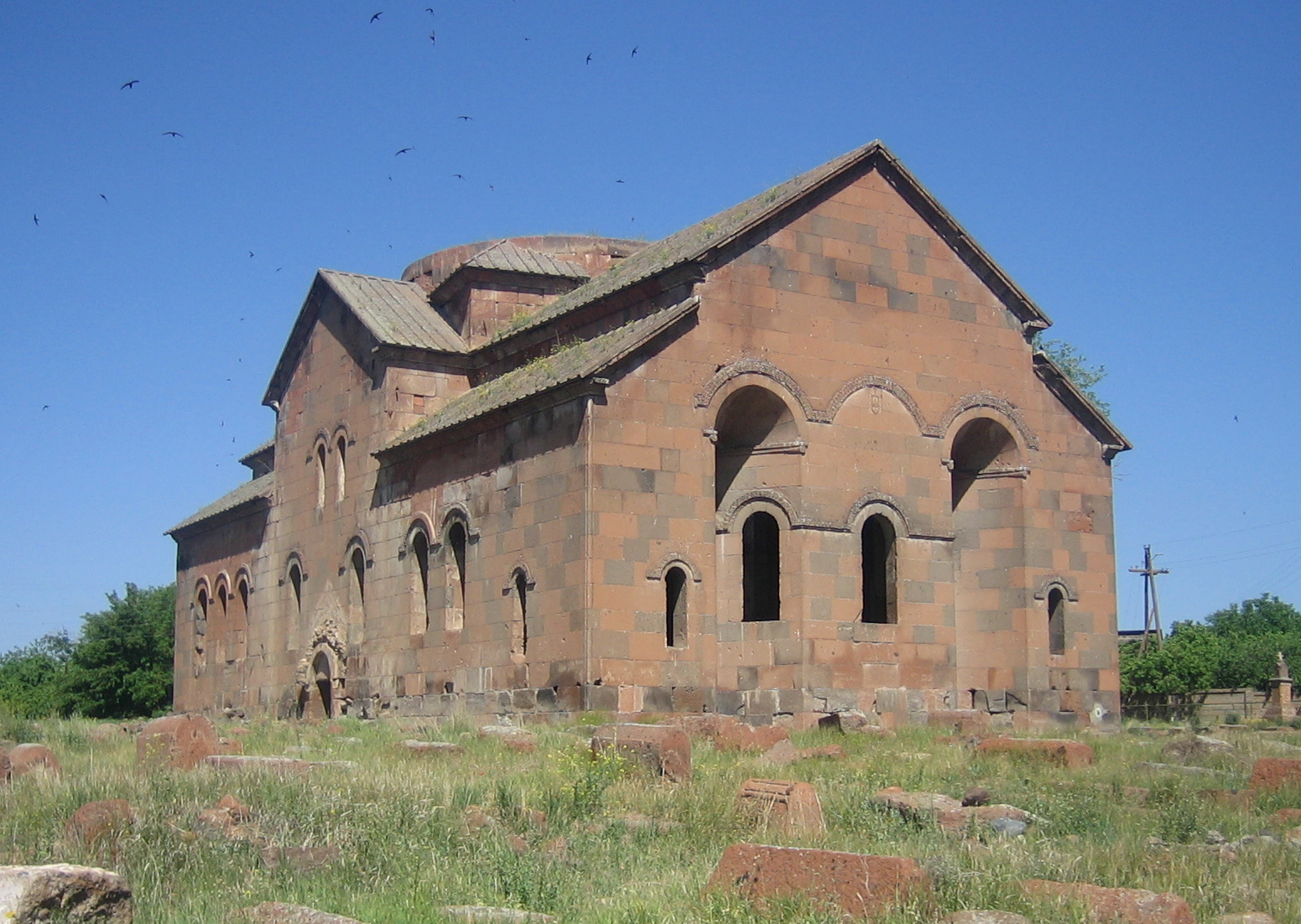
Аручаванк, VII ст.

Із самого початку створення феодальних відносин архітектура й містобудування Вірменії вступили до нового етапу. Античні вірменські міста переживали економічний занепад, своє значення зберігали тільки Арташат і Тигранакерт. На історичну зміну приходили Двін і Карін (Ерзурум). Будівництво міста Аршакаван царем Великої Вірменії Аршаком II не було завершено цілком. Християнство втілило в життя нову архітектуру релігійних споруд, яка первинно живилась традиціями попередньої, античної архітектури.
Церкви IV—V століть в основному є базиліками (Касах IV—V, Аштарак, V, Ахц IV, Єгвард V століття). Деякі базиліки вірменської архітектури належать до так званого «західного типу» базилікальних церков. З них найвідоміші церкви Текора (V століття), Єреруйка (IV—V століття), Двіна (470), Цицернаванка (IV—V століття). Тринефна Єреруйкська базиліка стоїть на 6-ступінчастому стилобаті, споруджена, імовірно, на місці більш раннього дохристиянського храму. Збереглись також базиліки Карнута (V століття), Єгварда (V століття), Гарні (IV століття), Зовуні (V століття), Цахкаванка (VI століття), Двіна (553—557), Таліна (V століття), Танаата (491), Джарджаріса (IV—V століття), Лернакерта (IV—V століття) тощо.
З V століття базиліки почали замінюватись на купольні церкви з різними архітектурними висловами. З них купольні зали (Птхні VI—VII, Аручаванк 661–666), купольні базиліки (реставрований Текор 478—490, Одзун VI століття, Мрен 613—640, Гаяне 630 , Багаван 631—639 роки), а також триабсидні купольні базиліки (реставрований св. Григор Двіна 608—615, великий храм Таліна VII століття) походять від тринефних базилік. Більш різноманітними є хрестоподібні центрокупольні храми VI—VII століть, коли вірменська архітектура прагнула до цілісності внутрішнього простору. Така архітектурна ідея розвинена у церкві 588—597 років Аване й досягнула класичної досконалості в церкві св. Ріпсіме (618) та в низці інших схожих храмів (Гарнаовіт VI—VII, Таргманчац VII, Арамус, VII, Сісаван, VII, Арцваберд VII століття). У них із максимальною ясністю й лаконічністю вирішено завдання взаємозв'язку архітектурного плану, форм і перспективи, єдності архітектурної ідеї. Мастара (V—VI), Артік (VII), Воскепар (VI—VII) св. Тадеос Багарана (624—631) являють тип чотириабсидної хрестоподібної центрокупольної церкви. Прагнення до створення нових типів хрестоподібних центрокупольних церков призвело до появи у VII столітті шедевру вірменської архітектури тієї доби — Звартноца (641—652). Звартноц також відзначається декоративним принципом архітектурної побудови. Серед першочергових пам'яток вірменської архітектури VII століття виділяється також Аручаванк, де якийсь час перебував вірменський престол. У церкві збереглись сліди стародавніх фресок. Аручаванк особливо примітний своєю купольною залою (16,95х34,6 м). До кінця VI — початку VII століття належить одна з найдосконаліших пам'яток вірменської ранньосередньовічної архітектури — церква Мастара. Вона є варіантом хрестово-купольного храму, є центричною будівлею з широким куполом (діаметр 11,2 метри) на тромпах і з 4 апсидами, що виступають зовні, має підкреслено пластичну виразність.
|                             |  |                                |  |                                |  |
| Ереруйкська базиліка, V век |  | Церква Святої Ріпсіме, 618 рік |  | Руїни Звартноца, 641—661 роки. |  |

У другій половині VII століття було створено багатовівтарний тип церков (церква Зоравара в Єгварді 661—685, церкви Ірінда VII, Арагаца VI століття). Одночасно у V—VI століттях розроблявся стиль маленьких церков із хрестоподібним планом. Вдосконалюючись у VI—VII століттях, цей стиль проявився у цілій низці храмів та церков, з яких найвідомішими є аштаракський Кармравор (VI), св. Степанос у Коші (VII), малий храм Таліна (VII), св. Саркіс у Бджні (VII) а також церкви в Агараку (VII), Алмані (637), Арзні (VI), св. Ншан у Дзагаванку (VII), Манканоц св. Сіон в Ошакані (VII), св. Степанос Лмбатаванка (VI) тощо. Останній — хрестоподібна купольна базиліка з восьмигранним барабаном і тромповим переходом. У церкві збереглись також цінні рештки ранньосередньовічного вірменського фрескового живопису.

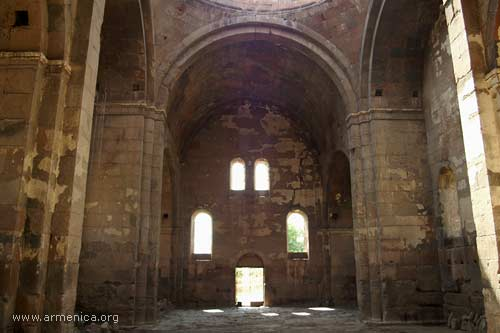
Інтер'єр Аручаванка, 660-ті роки

Архітектура світських будівель розвивалась самостійно. Два палаци Двіна (V й VII століття), палац Звартноца (VII) та два палаци Аруча (VII століття) відзначаються єдністю композиційного рішення плану — центральне місце в них посідають колонні зали. Різні типи світських будівель представлено виявленими у Двіні житловими будинками, громадськими й іншими будівлями. Монументальні пам'ятники VI—VII століть, «які пропагують» хрест, — хачкари — прийшли на зміну дерев'яним хрестам, що були поширені у Вірменії у перші періоди християнства. Кам'яні «крилоподібні» хачкари є характерними для раннього періоду розвитку малої архітектури хачкарного мистецтва.
В Ечміадзінському соборі, церкві св. Григора у Двіні, в Звартноці було виявлено пам'ятки мозаїчного мистецтва. Цілком збереглась мозаїка VI століття у вірменській церкві св. Якова в Єрусалимі (з вірменськими написами). Ранньосередньовічні фрески виявлено у мавзолеї Ахца, в базиліках Касаха, Єреруйка, Циранавор тощо.
Архітектурна традиція будівництва мавзолеїв походить від урартської та елліністичної епох. Серед найдавніших мавзолеїв тієї доби відомі мавзолей Аршакідів в Ахці (IV) та Григоріса (489) в Арцаху. Усипальниці в мавзолеї Аршакідів — підземні, усипальниця Григоріса — під головним вівтарем церкви. Схожу будову мають мавзолеї св. Ріпсіме та св. Гаяне (VII). Зовунійський мавзолей (V) розташовано поблизу стін невеликої каплиці св. Вардан. Методи художньої виразності архітектури IV—VII століть адекватні до принципів архітектури й художньо-естетичних уявлень, що панували за тієї доби. В основі образного уявлення лежали взаємопов'язані рішення архітектурного плану й перспективи, ясна досконалість форм і фасадів, пропорційна гармонія, правильні механізми висловлення архітектоніки. Зведення стін з різнокольорового каміння (що, окрім конструктивного, мало також і художнє значення) стало однією з характерних рис архітектури тієї доби. Прагненням до зовнішньої та внутрішньої лаконічності зумовлено обмежене застосування декоративних елементів. Їх було покликано, в основному, підкреслювати форми вікон і входів, пластично збагачувати деякі частини стін і розтинати площини фасадів.

### Галерея. IV—VII століття

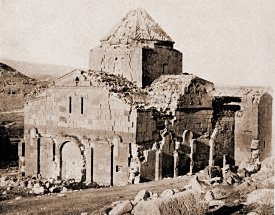
Церква Текор, кінець V століття
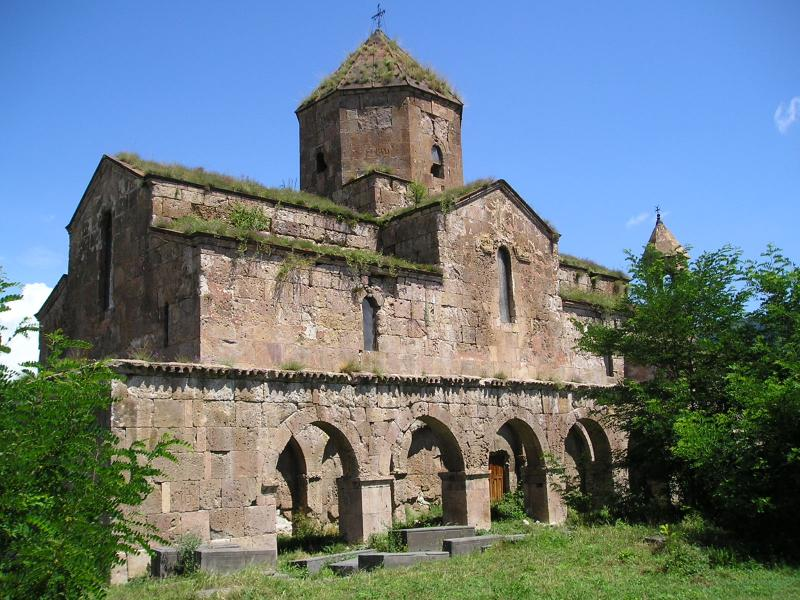
Одзун, VI століття
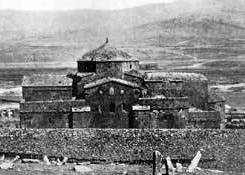
Церква Багреванда, 613—619 роки
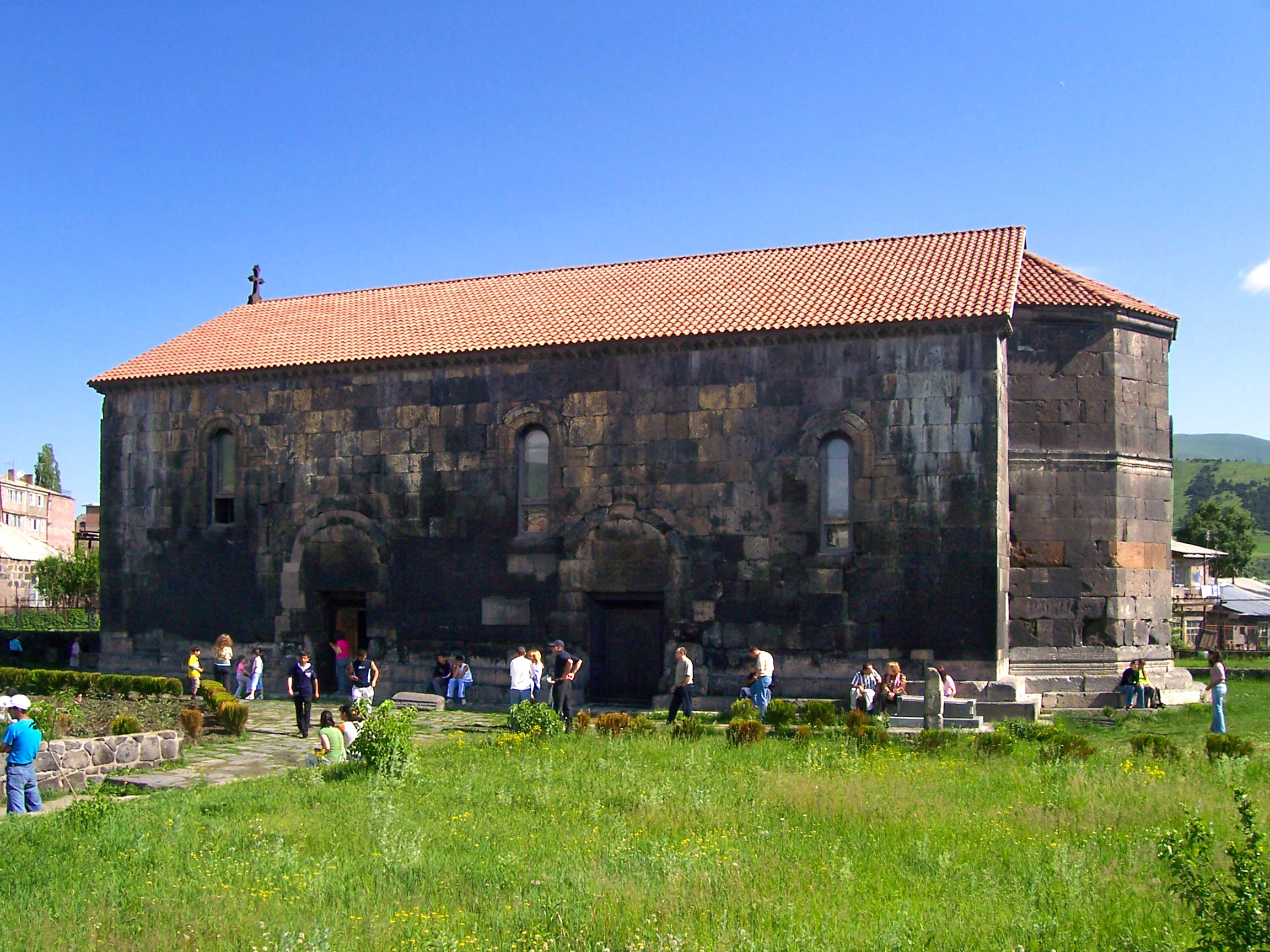
Церква Святого Хреста, Апаран, IV століття
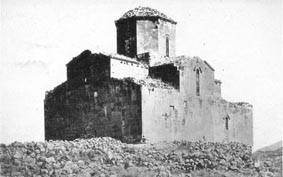
Мренський собор, 631—639 роки
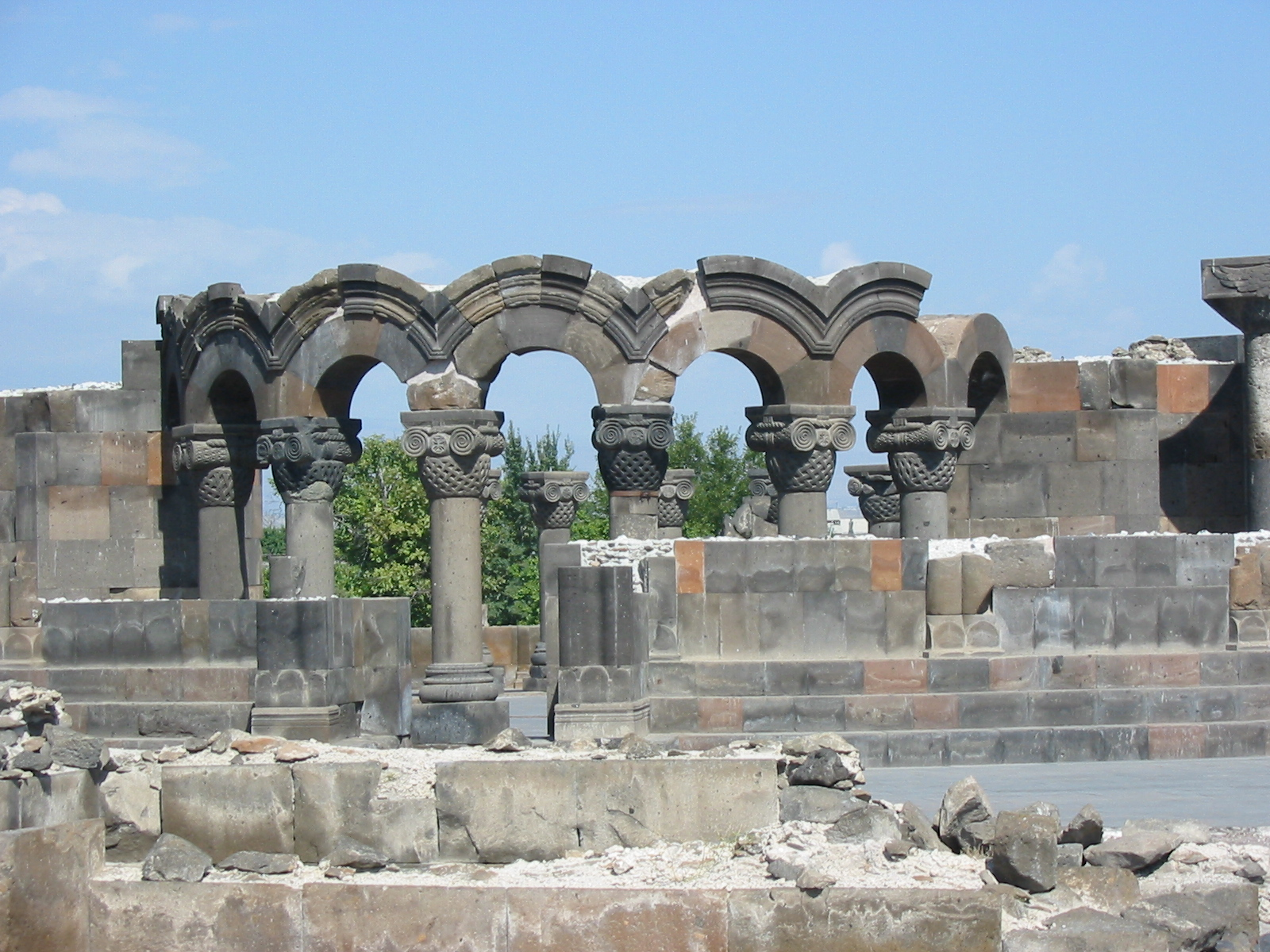
Руїни храму Звартноц, 641—652 роки

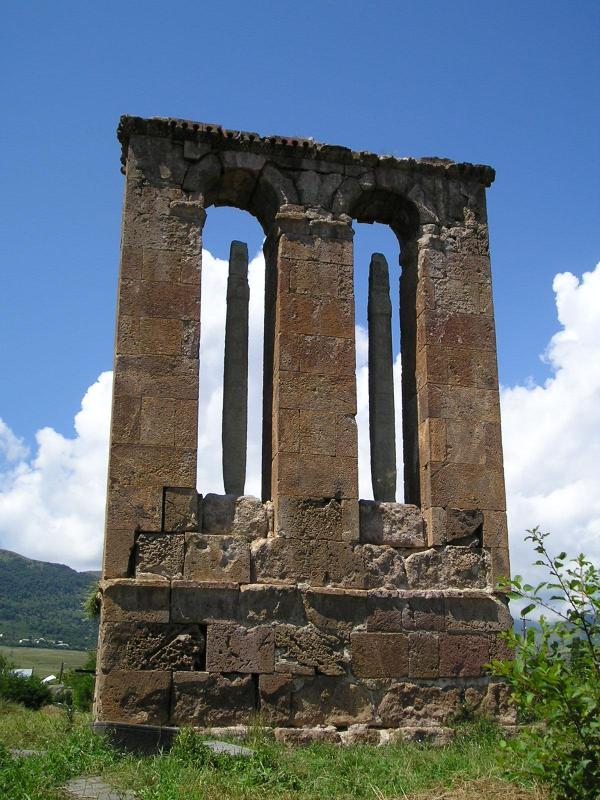
Одзун, могильний монумент, V—VII століть
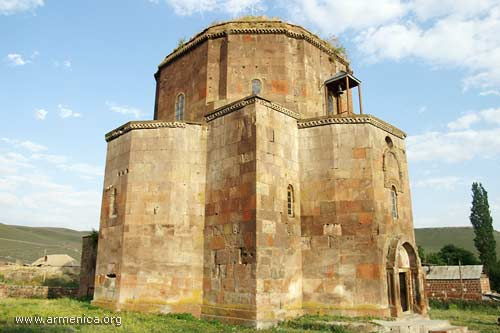
Мастара, VII століття
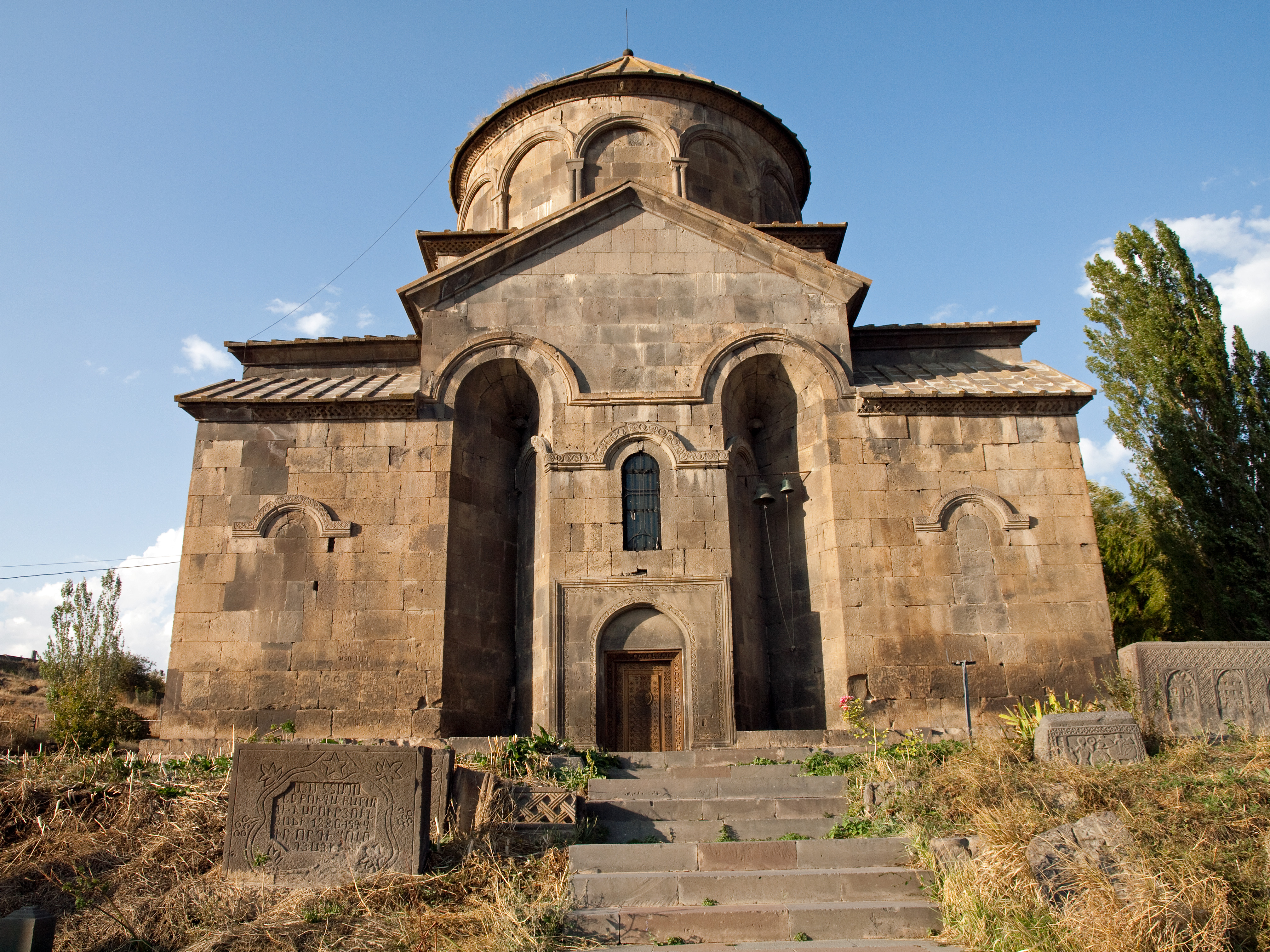
Церква Сісаван, Сюнік, VII століття
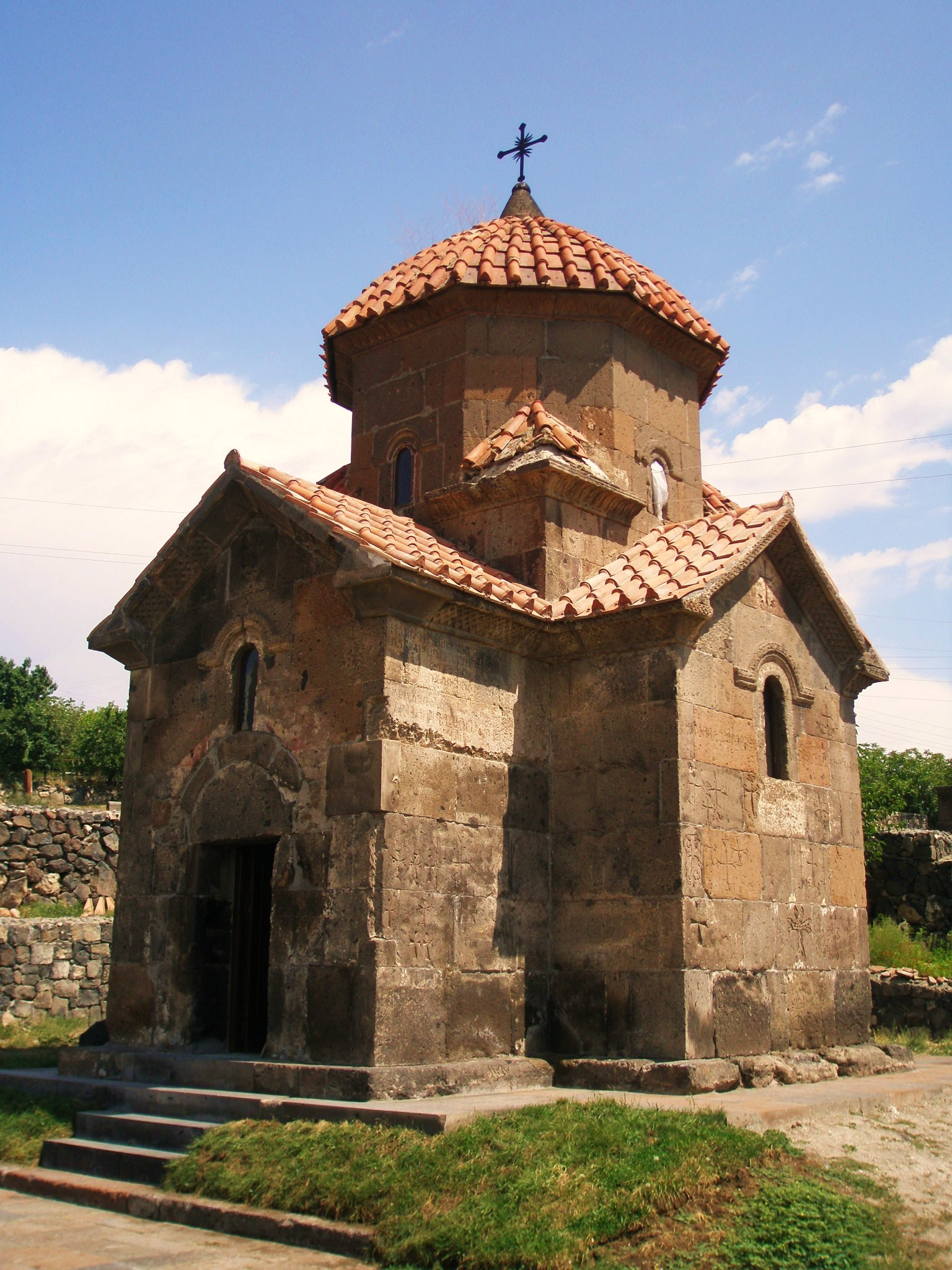
Кармравор, VII століття
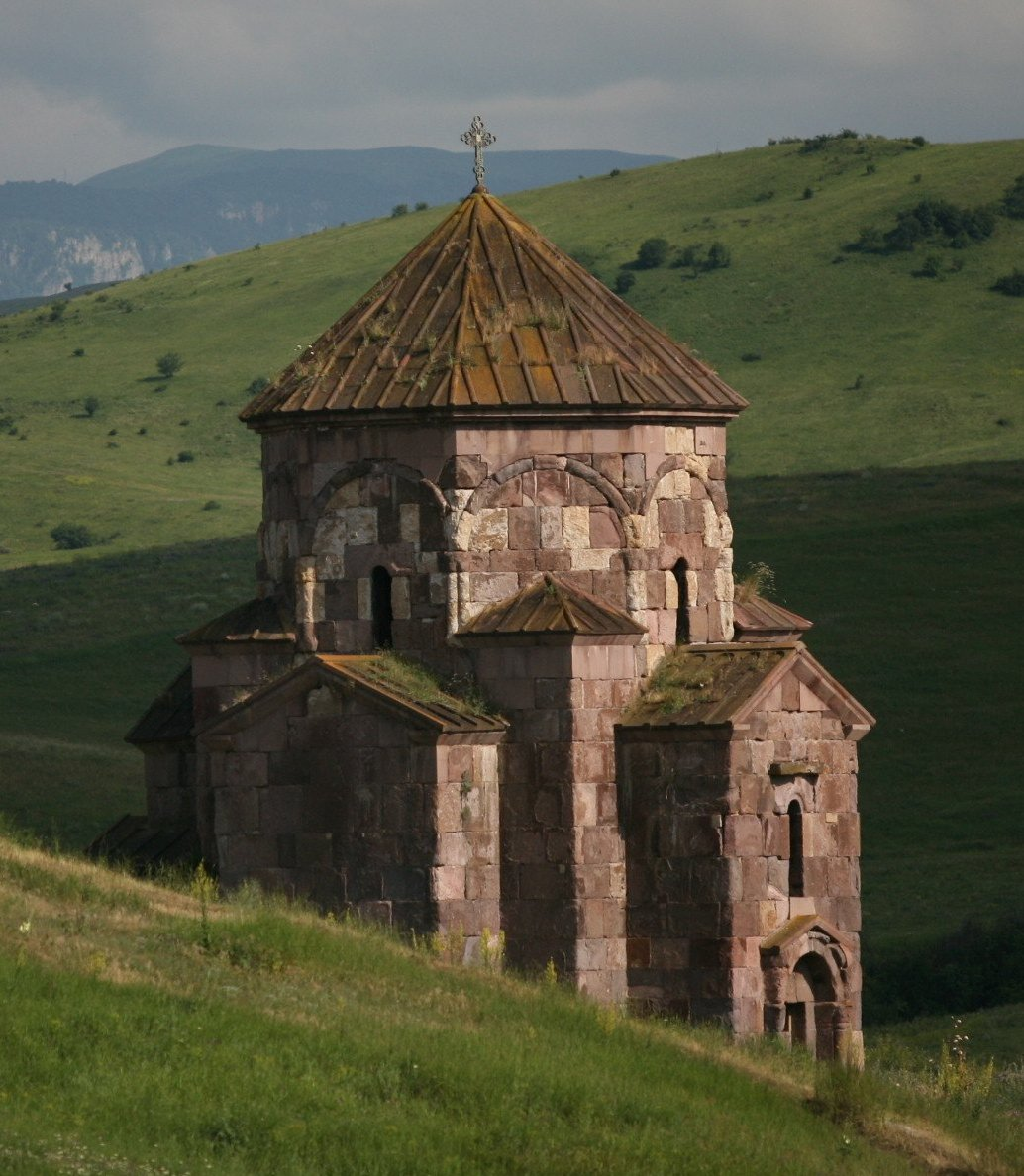
Церква Святої Богородиці, Воскепар, VII століття
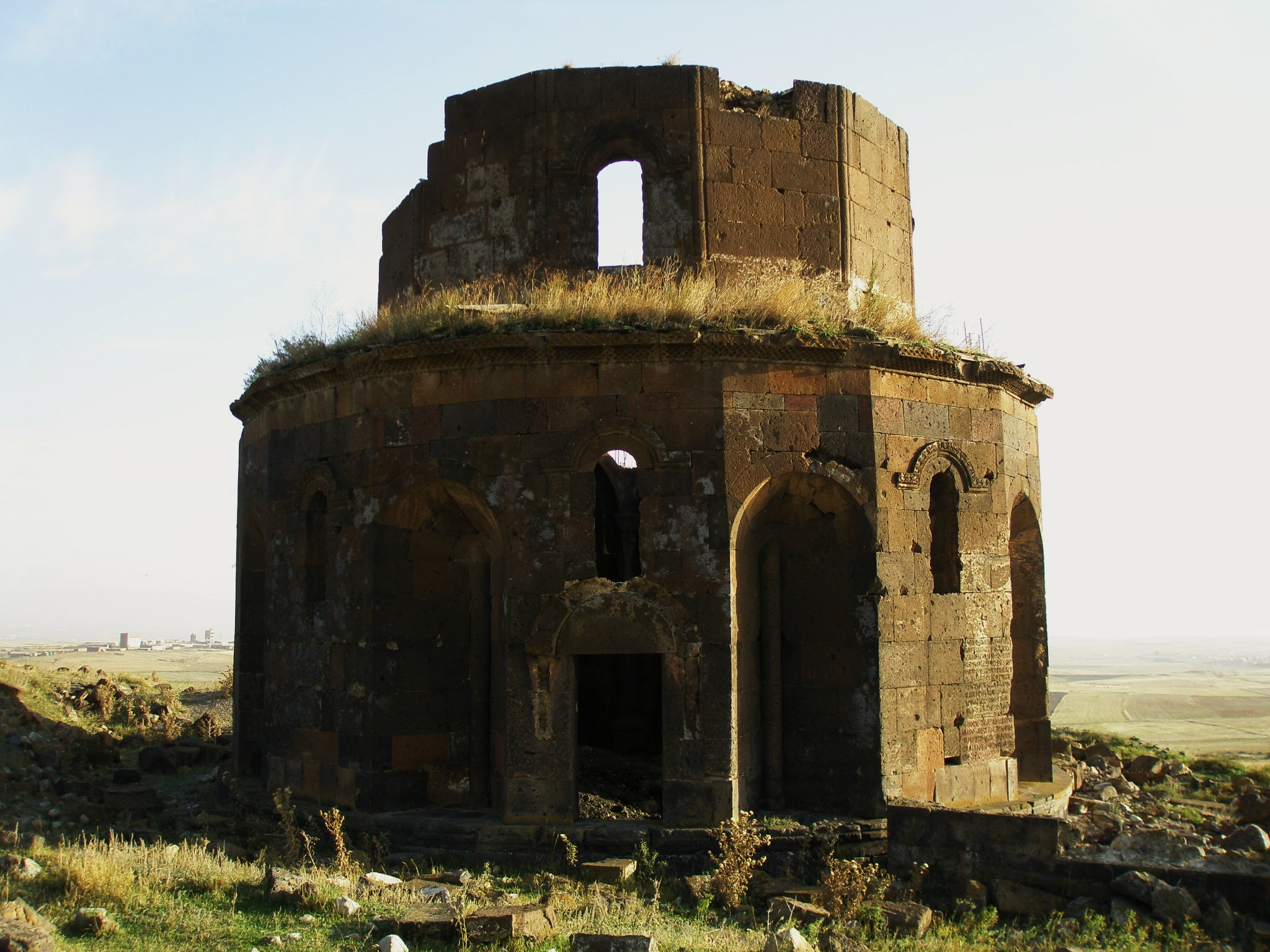
Гаргаванк,  661—685 роки

## VIII—XIV століття

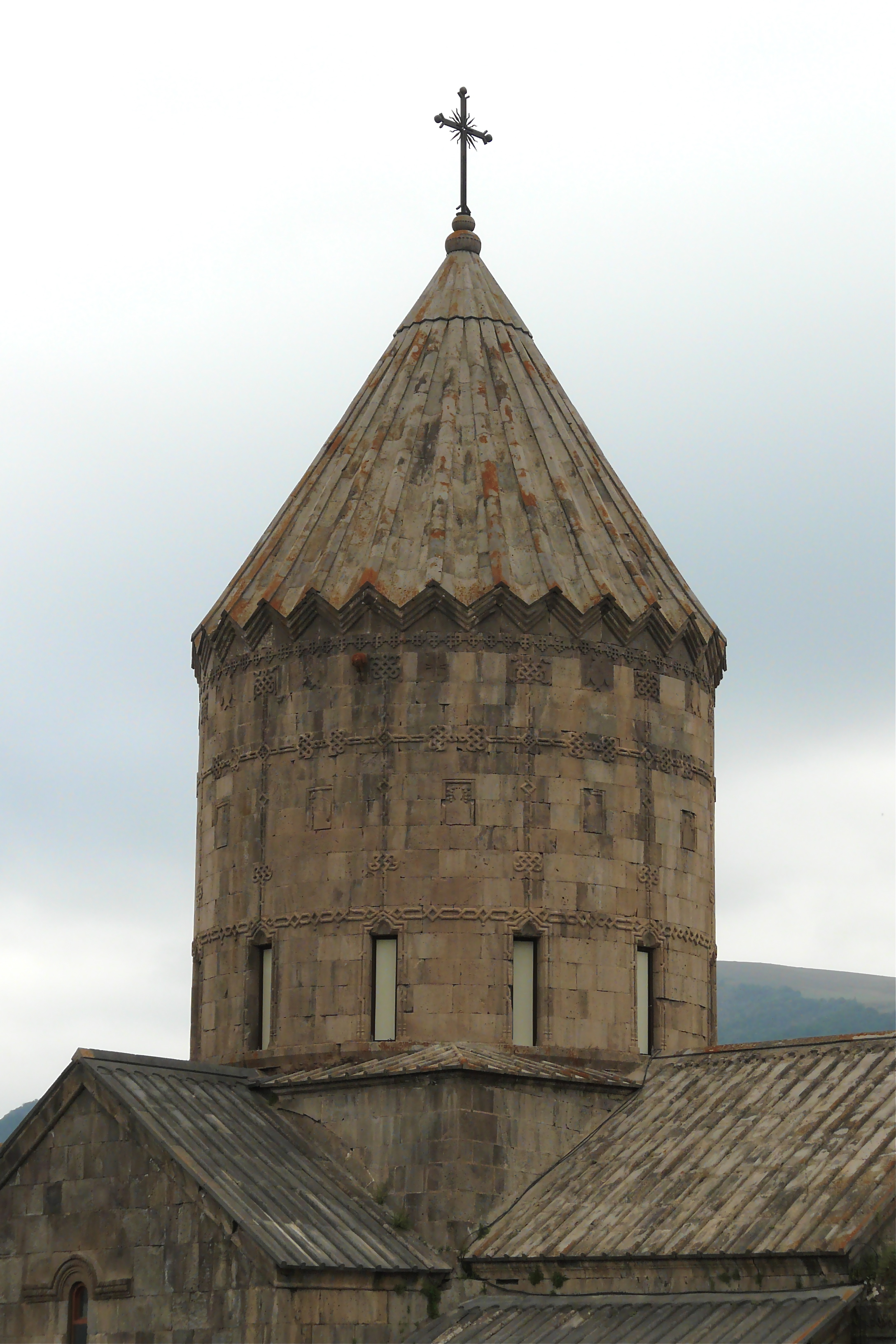
Купол Татєва, кінець XIII століття

На початку VIII століття у зв'язку з арабськими навалами будівництво у Вірменії тимчасово переживало порівняний занепад. Споруди будувались в окремих княжих володіннях (підземний мавзолей Артавазда Камсаракана), розвивалась світська архітектура. Католикоси Вірменії, незважаючи на складні політичні умови, усіляко сприяли будівництву нових церковних будівель (Давид I Арамонеці збудував церкву й палац). У Двіні було зведено дворянську будівлю центральної міської фортеці. За доби раннього середньовіччя сформувалось мистецтво хачкарів — пам'яток малої архітектури.
885 року, після відновлення вірменської державності, архітектура Вірменії переживала нове відродження. У головних містах будувались нові значні архітектурні будівлі, що розвивали архітектурні методи IV—VII століть. На базі історично-стилістичної єдності розвивались архітектурні школи Ані-Шираку, Ташир-Джорагету, Сюніка, Васпуракану.
Окрім власне міст, архітектура розвивалась також в окремих княжих володіннях, фортецях та, особливо, церковних комплексах, які, переживаючи швидкий розвиток, ставали культурними центрами свого часу. У нещодавно звільненій від арабського ярма країні спочатку будувались порівняно невеликі будівлі, найбільш ранні х яких відомі у гірському Сюніку, на узбережжі Севана.

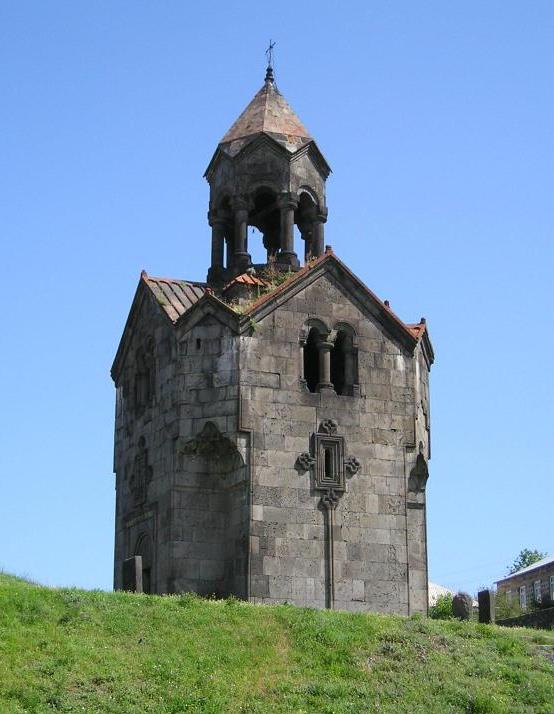
Дзвіниця Ахпата, 1245

Перші збудовані у IX столітті церкви відтворювали композиції три- та чотирабсидних хрестоподібних у плані центральнокупольних храмів VII століття (збудовані 874 року дві церкви на острові Севан — Севанаванк і Айраванк). Однак у решті споруд того ж типу спостерігається прибудова кутових приділів (монастир Шогакаванк, 877—888), а також тенденція включення цих приділів до загальної композиції споруд (монастирі Котаванк, Макеняц). Купольна композиція VII століття з чотирма окремими пілонами була використана під час зведення храму Погосо-Петроса в Татєві (895—906), причому кутові стіни двох додаткових приділів замінили пілони, що несуть купол. Результатом подібного творчого підходу до композиційного завдання стало спорудження головної церкви монастиря Каракоп у Вайоц-дзорі (911), де немає пілонів, що несуть купол, а купол спирається на кутові стіни чотирьох преділів. 903 року було зведено церкву Котаванк, до першої чверті X століття належить храм Бюракана, 936 року було зведено купольний храм Гндеванк у гаварі Вайоц-Дзор, наприкінці X століття — церква Макеняц.
У X столітті формувалось Васпураканське царство, центром якого став острів Ахтамар в озері Ван. Товма Арцруні змальовує будівництво центральної фортеці, палацу та інших споруд Ахтамара. Нині збереглась тільки церква св. Хреста архітектора Мануела, яку було зведено у 915—921 роках. Своїм планом церква нагадує храм св. Ечміадзін Дзорадіра, збудований у VI столітті. Церква особливо відома багатим різьбленням по каменю, різноманітними за сюжетами рельєфами, а також фресками.
Широко поширились вірменські технології будівництва й оздоблення; матеріали, що використовувались у вірменському архітектурному будівництві, набули популярності за межами Вірменії. Вони були настільки специфічними, що їх називали вірменськими. Так, арабський історик і мандрівник Аль-Масуді у своїй праці «Золоті копальні й розсипи самоцвітів», змальовуючи один із будинків, який він відвідав у Багдаді, казав: «Увійшов я до нього якось зимовим, досить холодним днем, у Багдаді, та знайшов його у просторій залі, обмазаній червоною вірменською глиною, й вона блищала, подібно до блискавки»
Більш плідною стала архітектурна школа Ані-Шираку, що розвивалась у володіннях Багратідів (центральне володіння гавар Ширак). Столицею Анійських Багратідів первинно був Багаран, згодом — Ширакаван, де наприкінці IX століття за прикладом Аруцького храму (VII століття) цар Смбат I збудував новий храм. Пізніше у Карсі у 940-х цар Абас збудував центральнокупольний храм. Один із класичних зразків Ані-Ширакської школи архітектури — церква Мармашен, будівництво якої було розпочато 988 та завершено на початку наступного століття.
У Х—XI століттях із поширенням вітрильної конструкції гранена форма барабану купола поступилась місцем круглій; при цьому куполи часто увінчувались покриттям зонтичної форми. У той же період під впливом народного житла — глхатуна — набула розвитку оригінальна центрична форма покриття монастирських будівель-гавітів (гавіти — своєрідні церковні притвори, що виконували різні функції: усипальниць, місць для парафіян, зал для зібрань та занять).
|              |                                 |
| Амберд, 1026 | Міські стіни Ані, X—XI століття |

В середині X століття розвинулась Ташир-Дзорагетська школа архітектури: у 957—966 роках було збудовано монастир Санаїн, у 976—991 роках цариця Хосровануш та її молодший син Гурген заснували монастир Ахпат — один із найбільших архітектурних та духовних центрів Вірменії. Майже всі архітектурні типи VII століття були реалізовані у храмах X століття, проте особливо часто вірменські архітектори звертались до структури купольних зал. В архітектурі X століття почала формуватись композиція притворів — гавітів. Вірменські архітектори X століття мали міжнародне визнання.
До середини XI століття вірменська архітектура бурхливо розвивається в Ані. Серед пам'яток інших областей країни, особливо виділяються монастир Кечаріс (1033), церква св. Богородиці у Бджні (1031), Ваграмашен (1026), Бхено Нораванк (1062), Воротнаванк (1007) та деякі інші. На початку XI століття було збудовано монастир Варагаванк і Хцконк (1029) у Західній Вірменії.
Розвиток кам'яних будівель цивільного призначення тісно пов'язаний із розвитком монастирських комплексів, дивовижних зразків архітектурних ансамблів. Значне місце в них відводилось житловим і господарським будівлям, а також таким світським будівлям, як трапезні, школи, книгосховища, готелі, гавіти (монастирі у Санаїні, X—XIII століть, в Ахпаті (X—XIII століття).

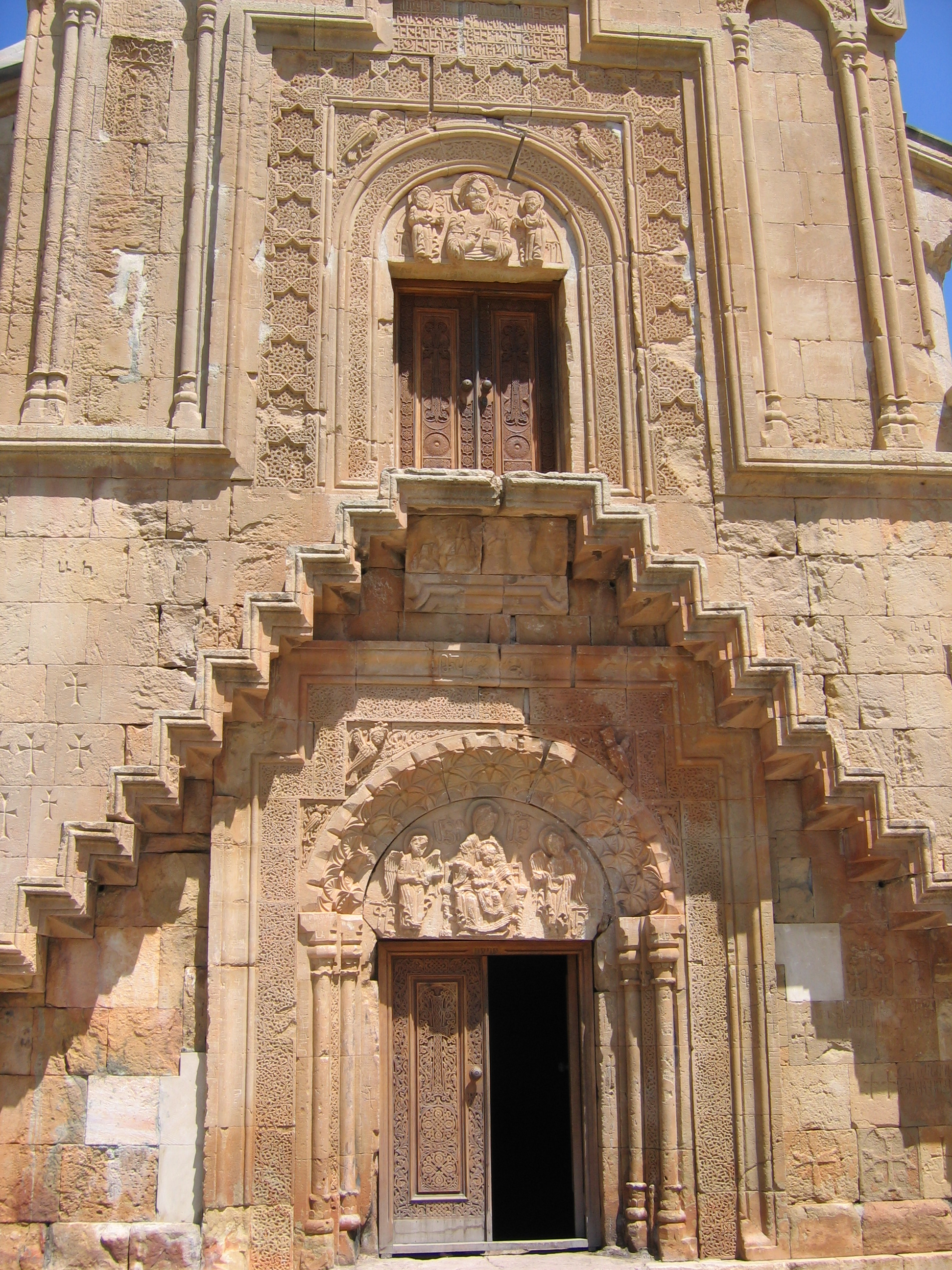
Нораванк, Сурб Аствацацін — деталі фасаду, 1339

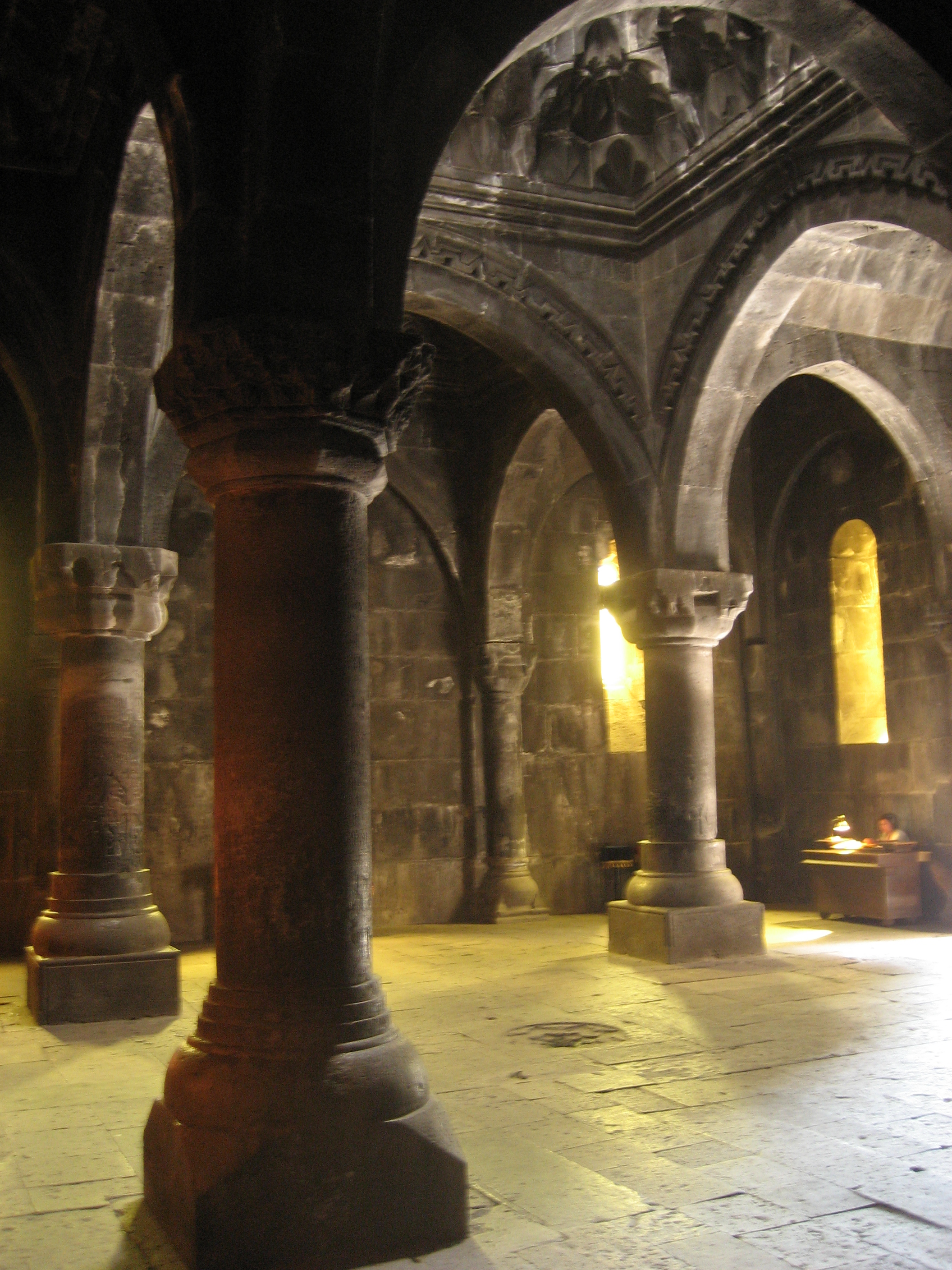
Інтер'єр Гегарда, початок XIII століття

Особливо сильно вплинули на вірменську архітектуру світські будівлі XII—XIV століть. Відзначаються оригінальні чотиристовпні зали безстовпні приміщення з перекриттям на арках. Що перетинаються, особливо характерні для гавітів. Чотиристовпні гавіти найчастіше були квадратними у плані з арками, перекинутими між колонами та стінами. У центрі на чотирьох колонах робиться купол чи шатер із круглою проймою у верхівці (гавіт у Санаїні 1181).
1188 року на місці старої церкви Гетік Мхітар Гош заклав нову будівлю — хрестокупольну церкву Нор Гетік або Гошаванк. Будівництво головної церкви св. Аствацацін (Богородиці) здійснив у 1191—1196 роках архітектор Хюсн.
Разом з будівництвом магістралей широкого поширення набуло спорудження мостів, про що може свідчити будівництво одноаркового мосту в Санаїні через річку Дебед 1192 року.
Безстовпні зали з перекриттям на арках, що перетинаються — видатний винахід вірменських зодчих, в якому оригінальна конструктивна система дозволила побудувати інтер'єр нового типу.
Поряд із монастирськими будівлями того періоду у Вірменії інтенсивно забудовувались та облаштовувались міста. Набули розвитку громадсько-комунальні будівлі: караван-сараї, лазні, виробничі та інженерні споруди: водяні млини, зрошувальні канали, дороги тощо.
Новий підйом вірменської архітектури розпочався в останній чверті XII століття за часів правління Закарянів. Пам'ятки кінця XII — першої чверті XIII століття показують безперервність розвитку архітектурних традицій, незважаючи на понад сторічне сельджуцьке ярмо. Нові стильові особливості, розроблені у X—XI століттях цілком збереглись, декоративні способи стали більш тонкими. Церковні комплекси з XIII століття почали розширюватись новими спорудами. Серед найбільших та найвідоміших архітектурних пам'яток початку XIII століття: Арічаванк (1201), Макараванк (1205), Тегер (1213—1232), Дадіванк (1214), Гегард (1215), Сагмосаванк (1215—1235), Ованаванк (1216), Гандзасар (1216—1238) тощо. Елементами будови церковних ансамблів, окрім власне гавітів, були також гавіти-мавзолеї, бібліотеки, дзвіниці, трапезні, водойми та інші меморіальні будівлі.
До середини XIII століття належать Гтчаванк (1241—1246), Хоракерт (1251), до кінця XIII століття — Танаде (1273—1279) й Агарцин (1281).
Особливого розвитку у XIII столітті набула саме архітектура монастирів. Існували досить різноманітні принципи планування монастирських комплексів. За збереження типології храмів було змінено їхні пропорції, зокрема значно підвищились барабан, фасадні щипці й шатер. Гавіти будувались із досить різноманітними просторовими рішеннями. Прокреслена схема стелі центральної чарунки, що збереглась на південній стіні гавіту монастиря Аствацнкал вважається ранньою серед відомих середньовічних архітектурних робочих креслень.
У XIII столітті серед архітектурних шкіл особливо відзначаються Лорійська, Арцаська й Сюнікська, з кінця того ж століття також Вайоц-Дзорська. Вайоц-Дзор став одним із центрів вірменської культури наприкінці XIII — першій половині XIV століття. Там також діяв Гладзорський університет, розвинувся окремий напрямок вірменської мініатюрної школи. У Вайоц-Дзорі було збудовано такі пам'ятки архітектури як Нораванк (1339), церква Арені (1321), Зорац (не пізніше 1303) тощо. Підйом Вайоц-Дзорської школи архітектури пов'язаний із діяльністю княжого дому Орбелян.
Відомі архітектори, майстри-каменярі й художники доби: Момік, Погос, Сіранес (гавіт церкви Аратес 1262, родова усипальниця Орбелянів 1275) та інші.
У XII—XIV століттях розвивались будівлі княжих мавзолеїв-церков (церква Єгварда 1301, Нораванк 1339, Капутан 1349). У той же час іноземне ярмо привело економіку країни до катастрофічного стану, посилювалась еміграція населення, майже призупинилось будівництво монументального типу. У XII—XIV століттях процвітала архітектура у Кілікійському царстві, де традиції класичної вірменської архітектури сполучались з особливостями візантійського, італійського, французького мистецтва й архітектури. Розвиток архітектури здебільшого було зумовлено розвитком вірменських міст, які стали центрами розвитку світської міської архітектури. Для вірменської архітектури новим явищем стало будівництво портових міст. Принципи будівництва гірських міст і сіл були, в основному ті ж, що і власне у Вірменії.

### Галерея. VIII—XIV століття

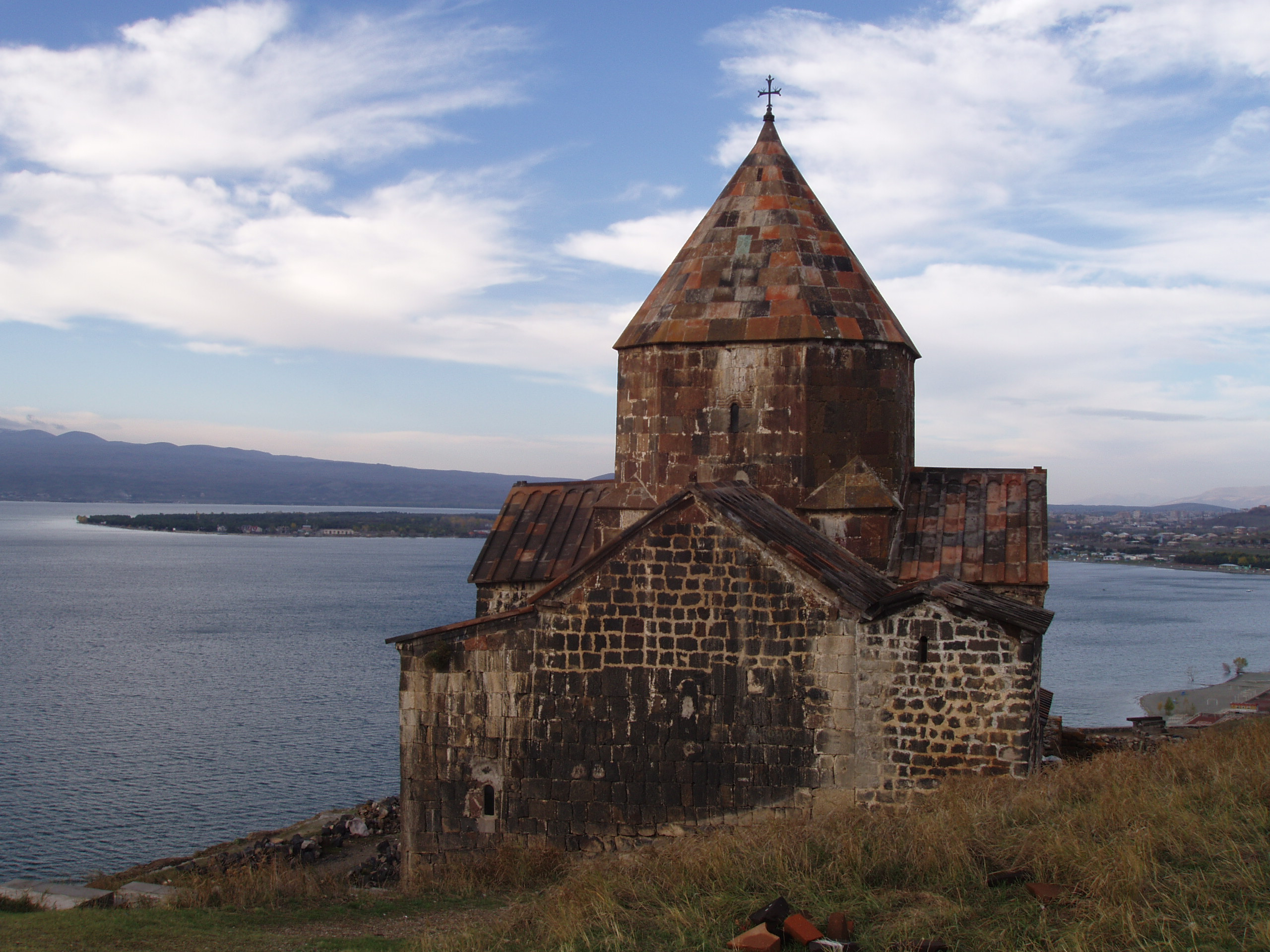
Севанаванк, 874
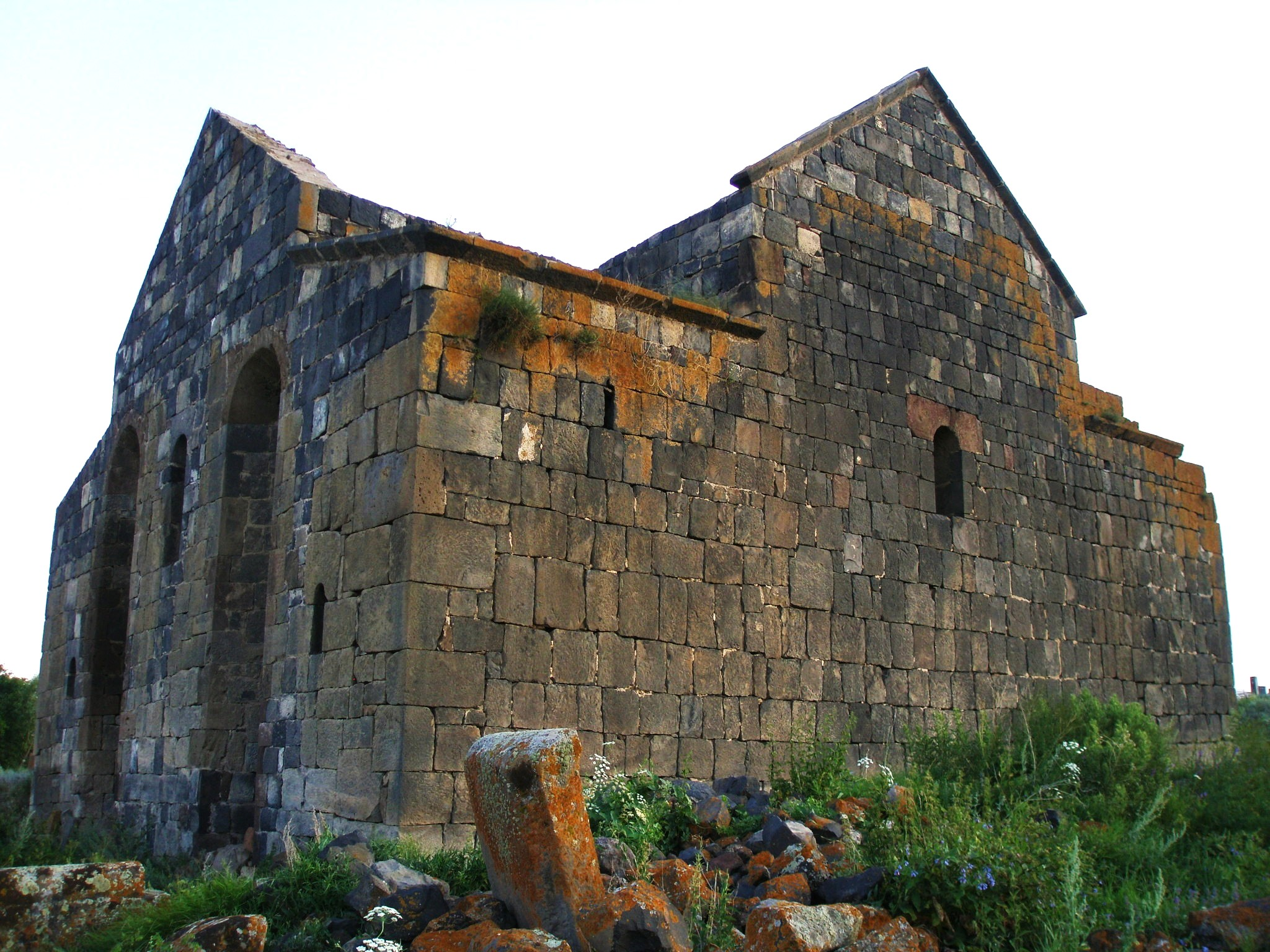
Котаванк, IX століття
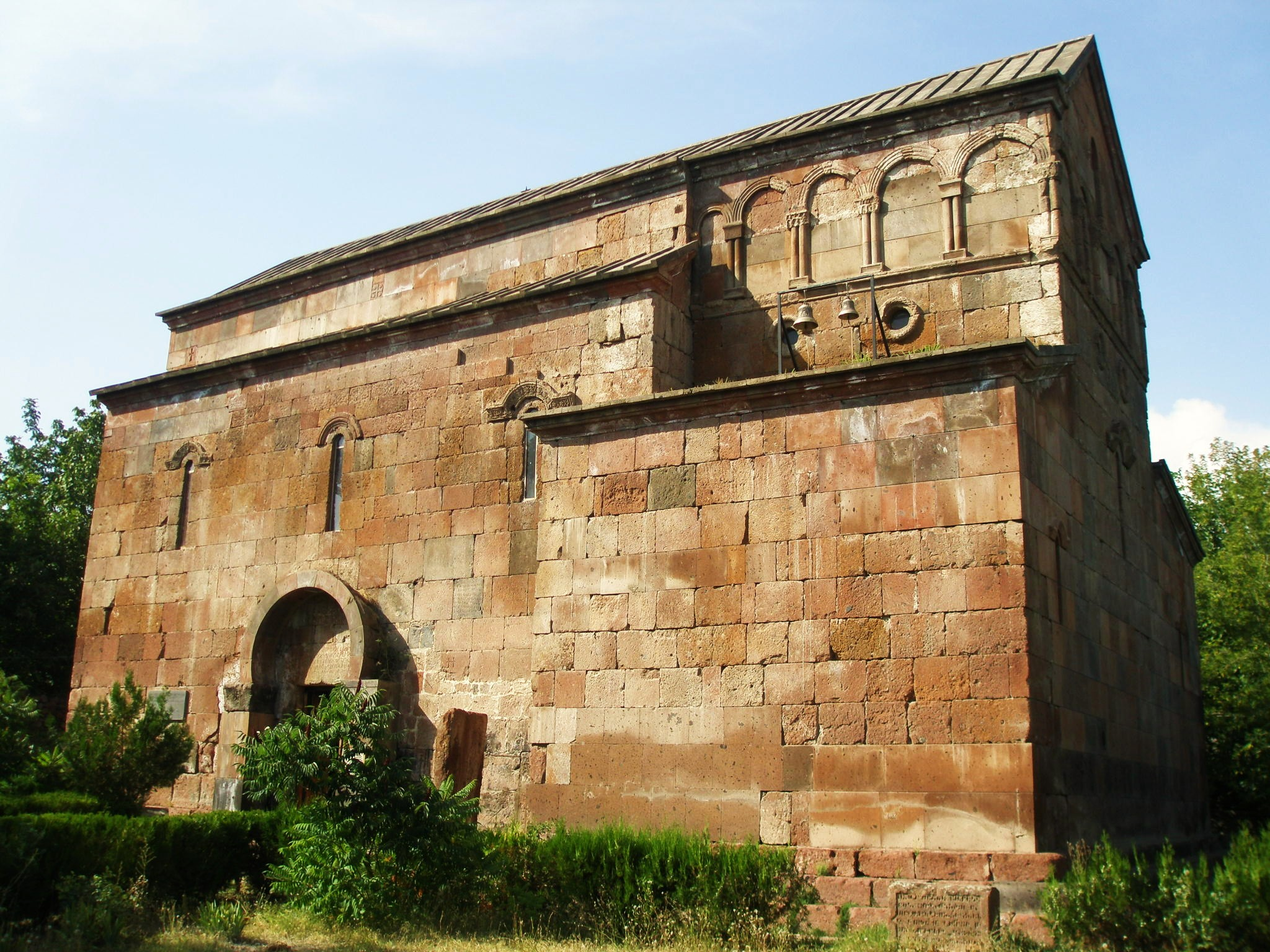
Церква Святого Івана Хрестителя, Бюракан, X століття
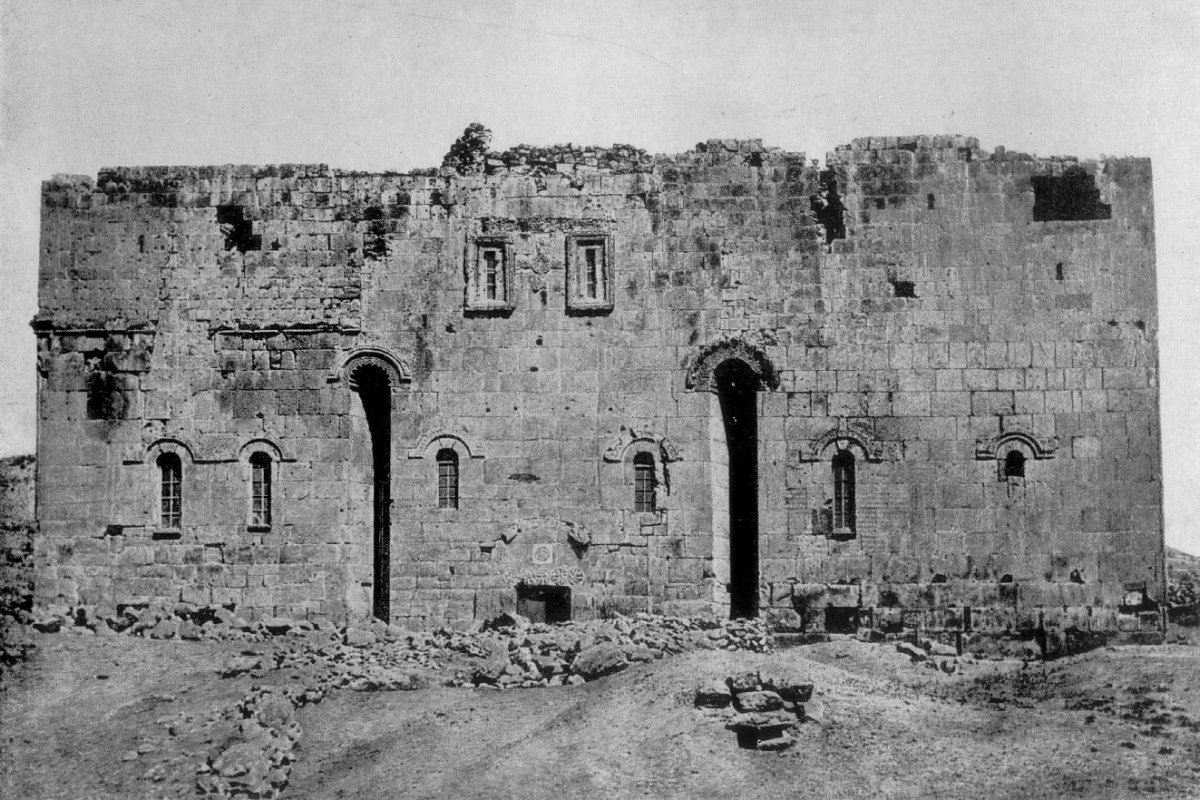
Собор Ширакавана, кінець IX століття
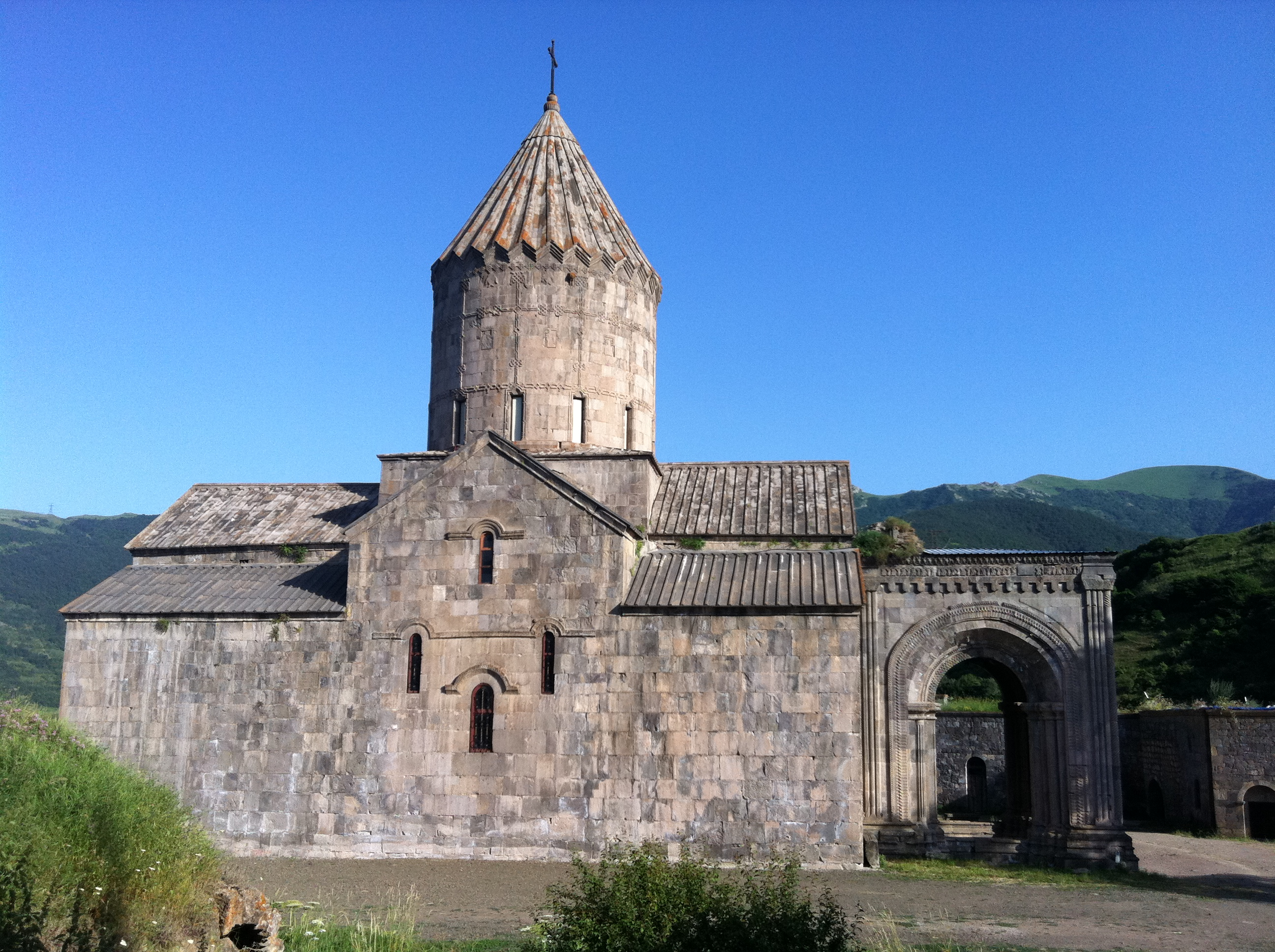
Татєв, Церква Погос-Петрос, 895—906 роки
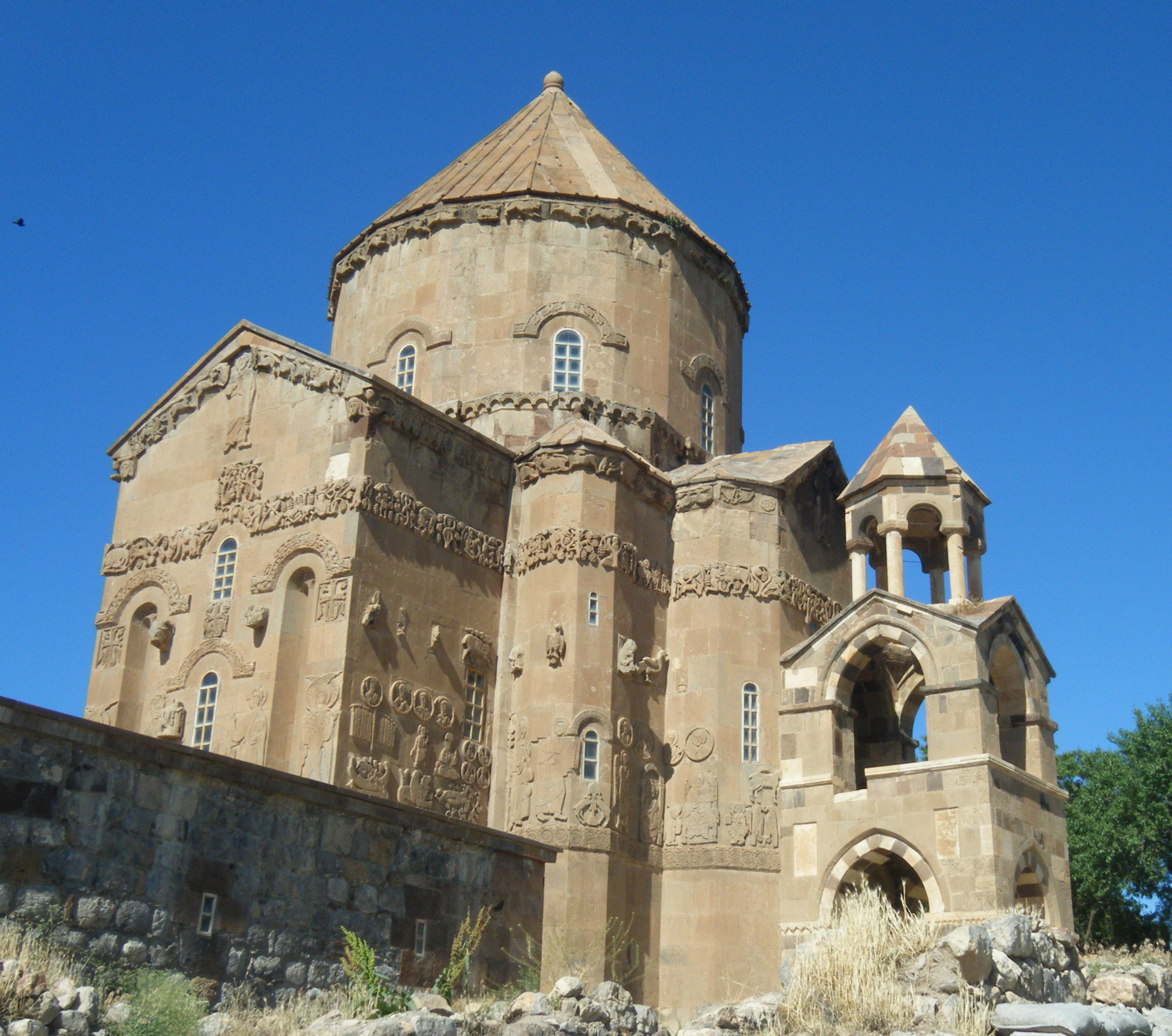
Ахтамар, 915—921 роки

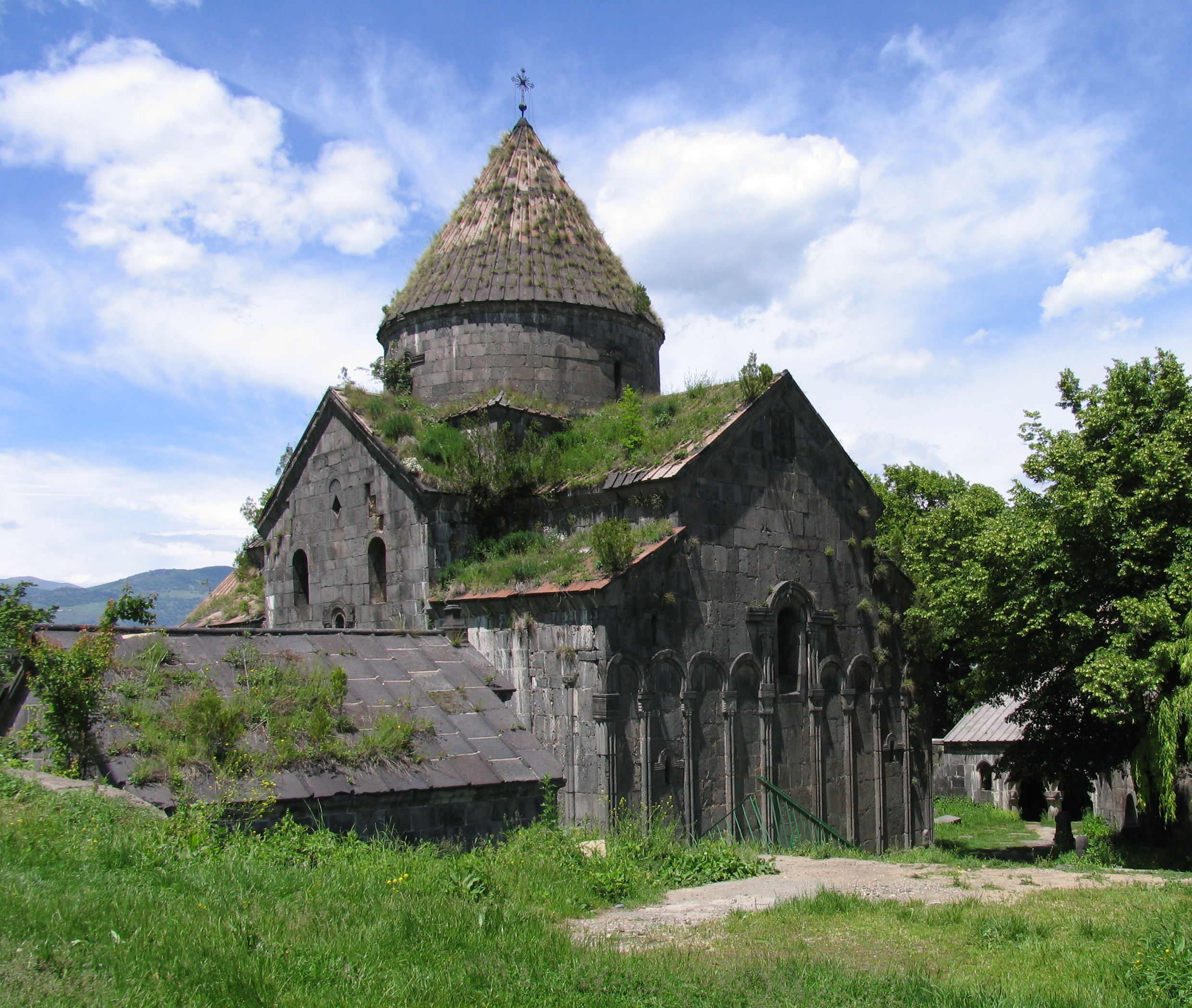
Санаїн, 957—966 роки
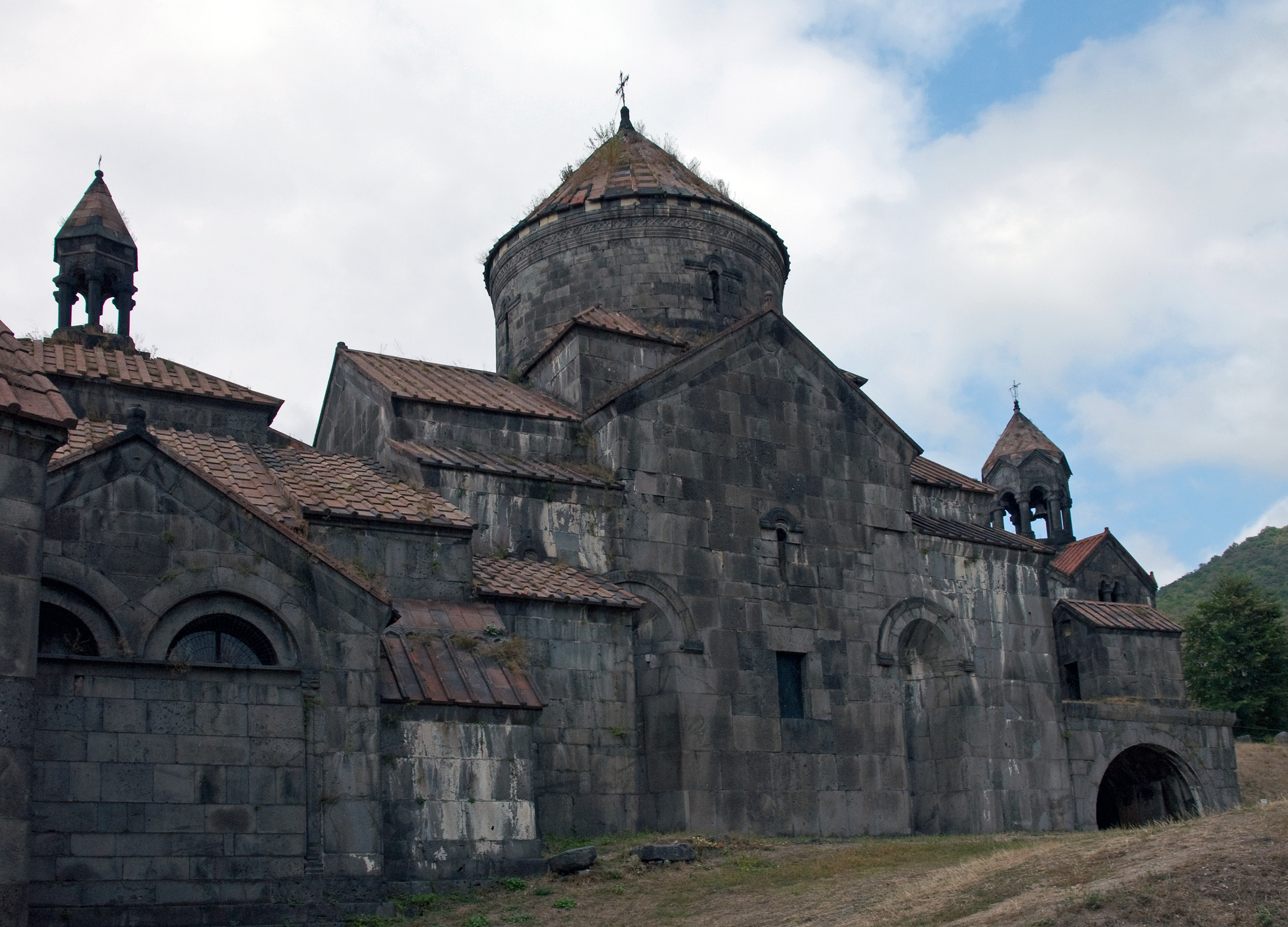
Ахпат, 976—991 роки
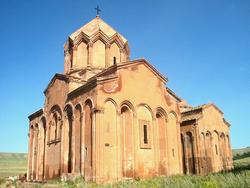
Мармашен, 988—1029 роки
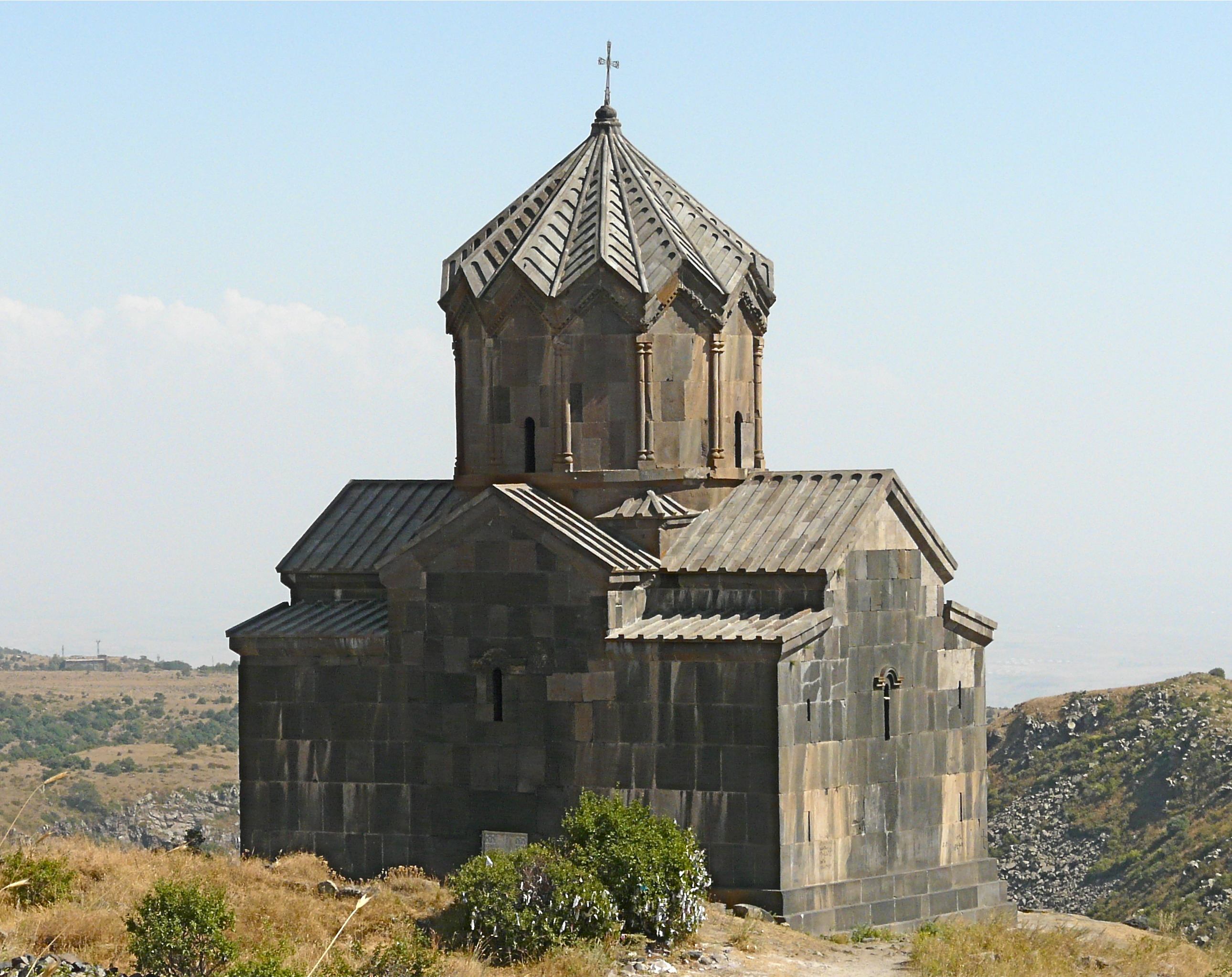
Ваграмашен, 1026
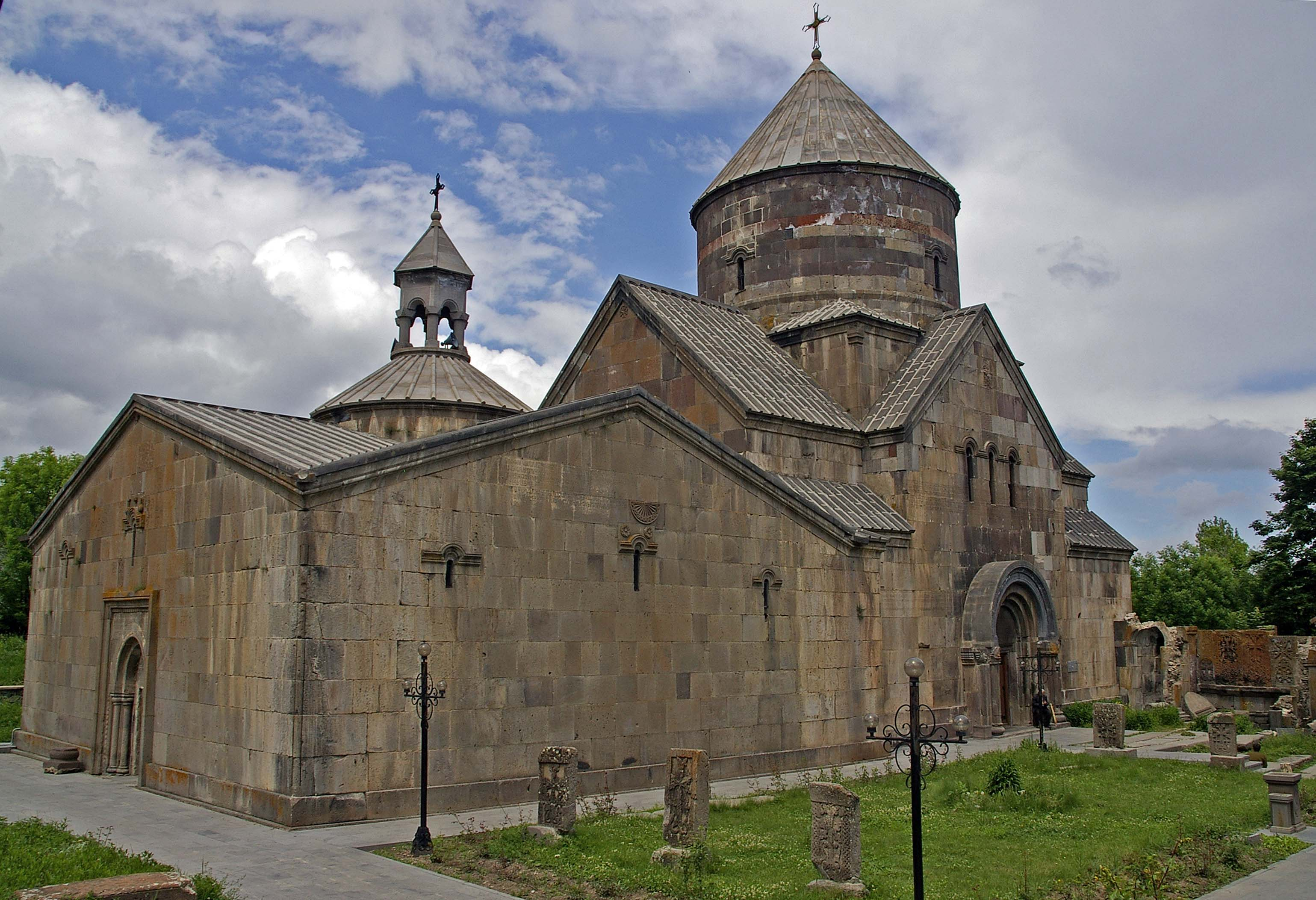
Кечаріс, 1033
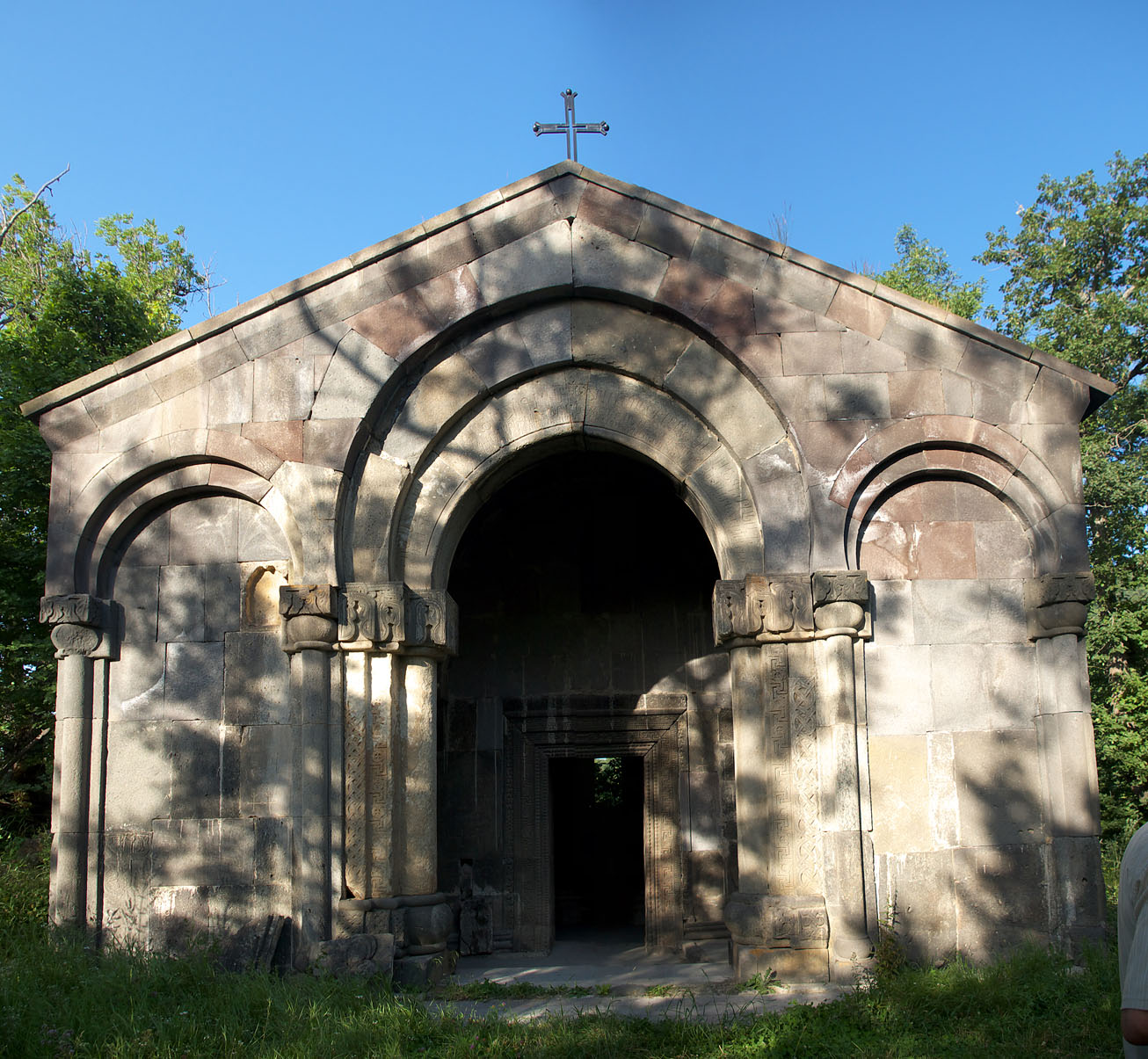
Бхено Нораванк, 1062

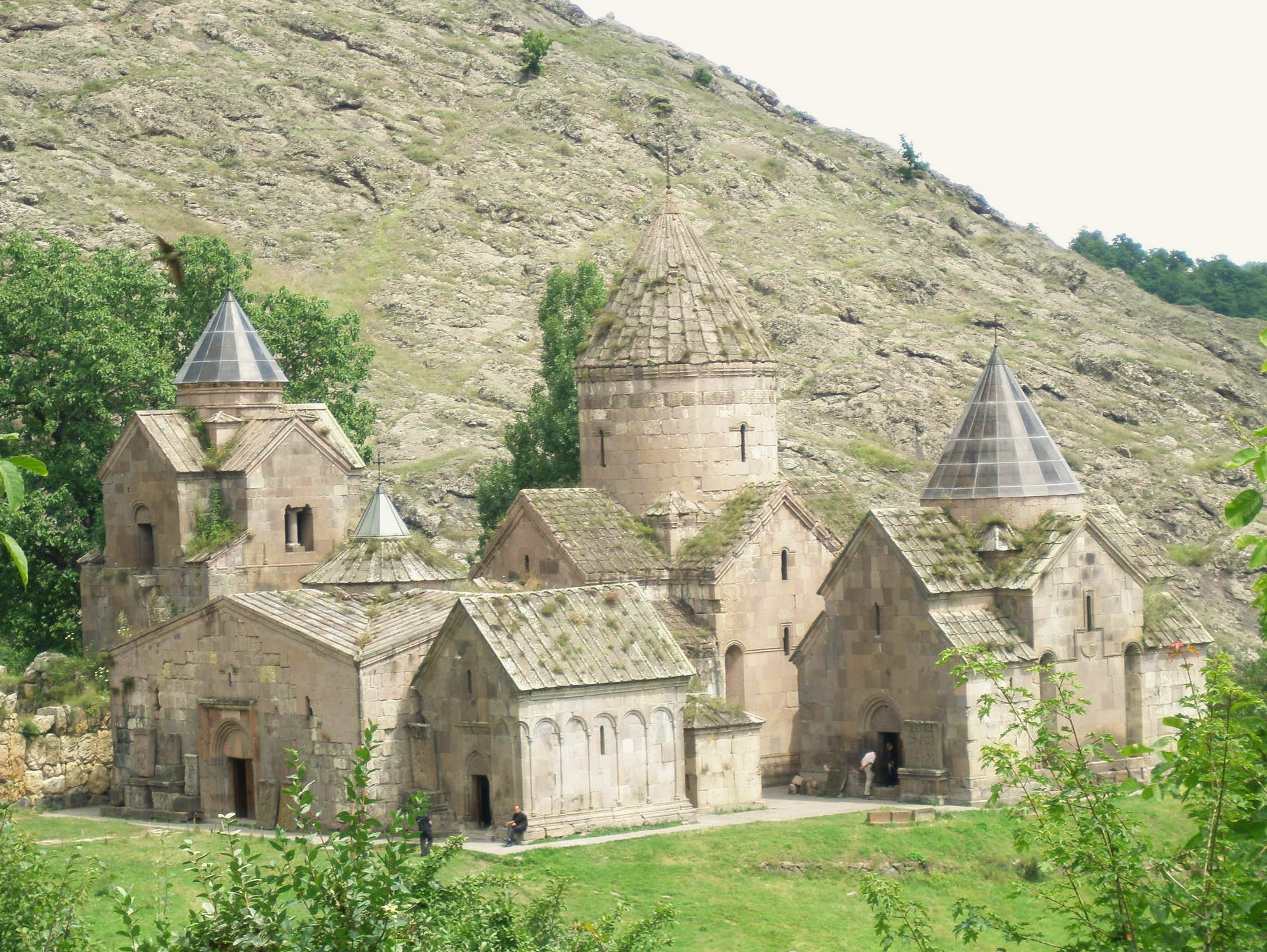
Гошаванк, 1191—1196 роки
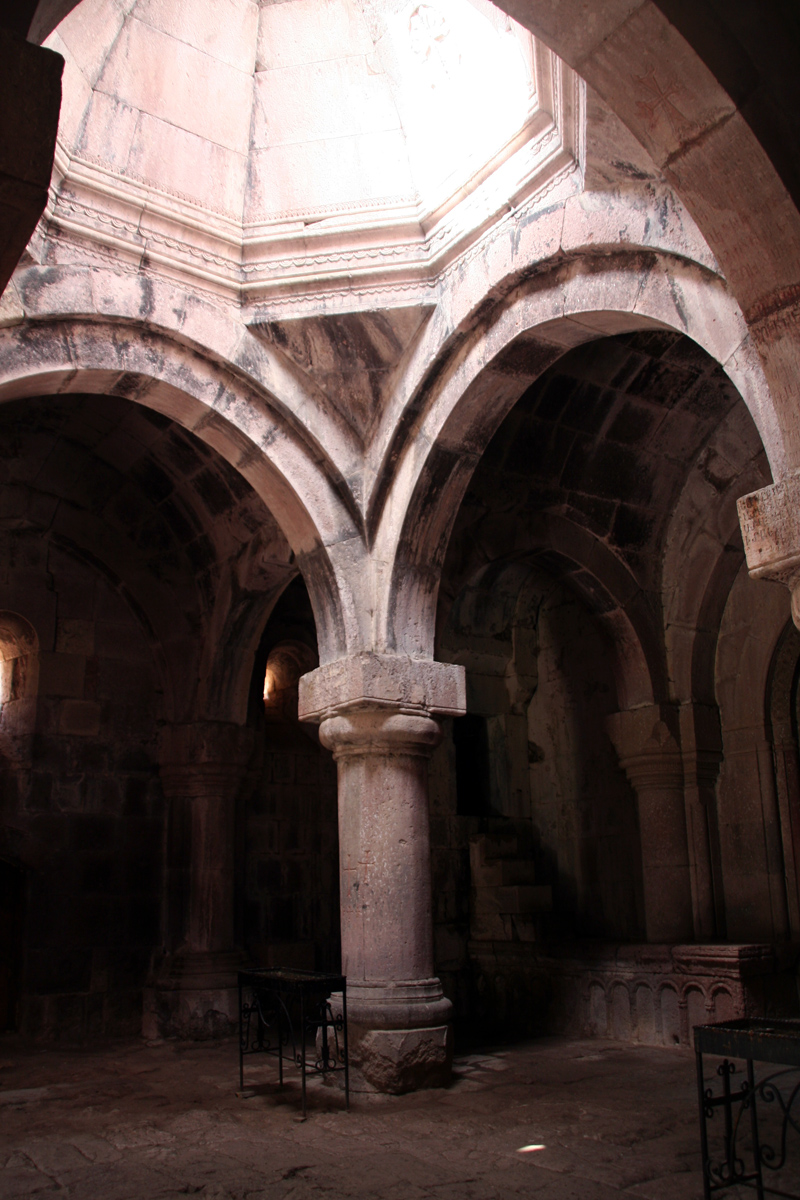
Інтер’єр Гошаванка
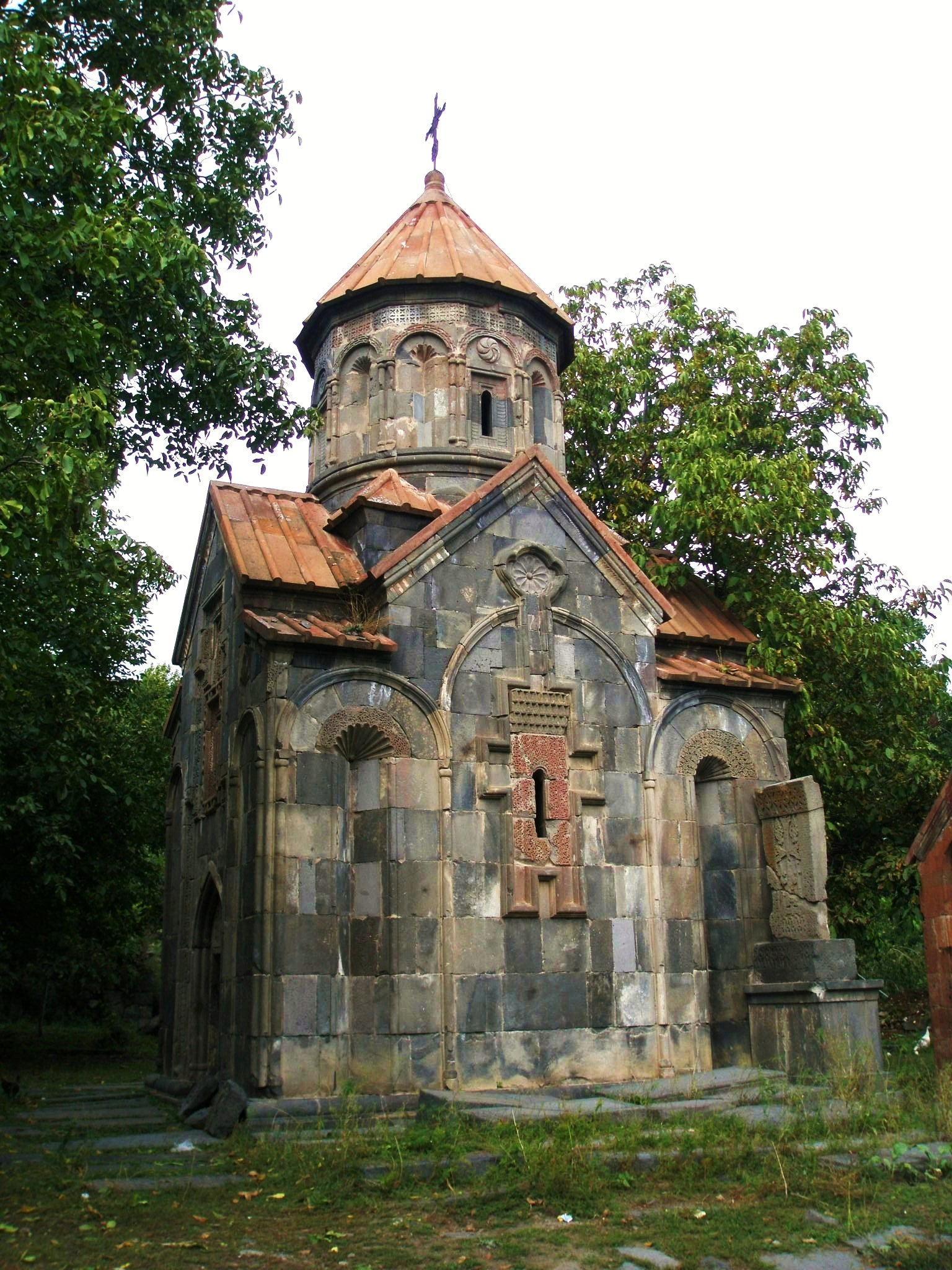
Маштоц Айрапет, XII століття
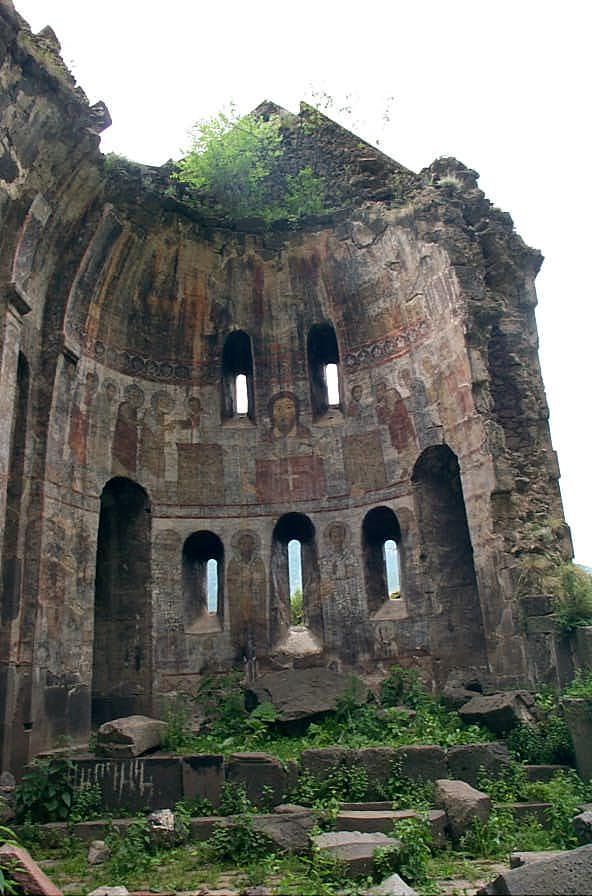
Кобайр, 1171
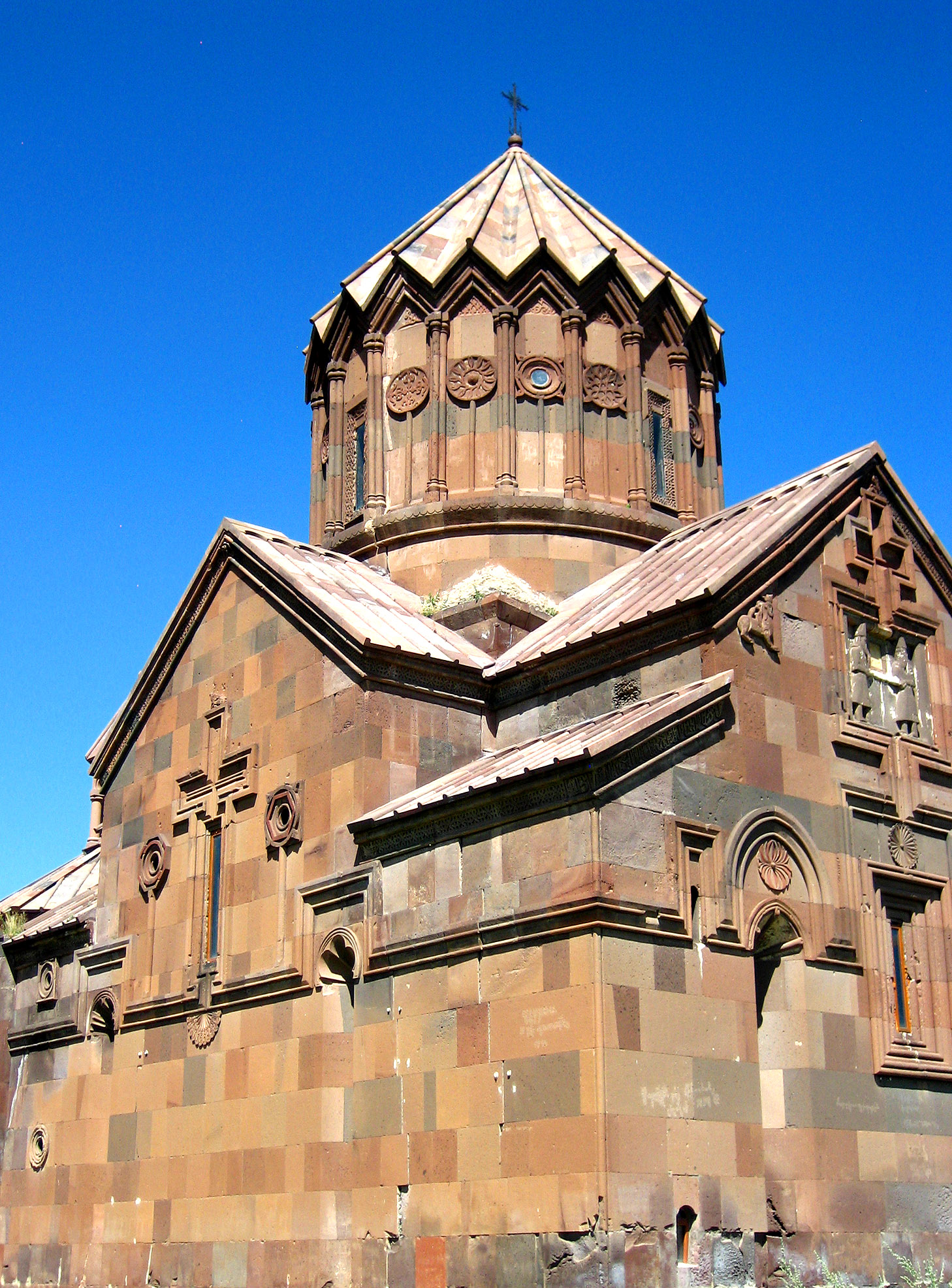
Арічаванк, 1201
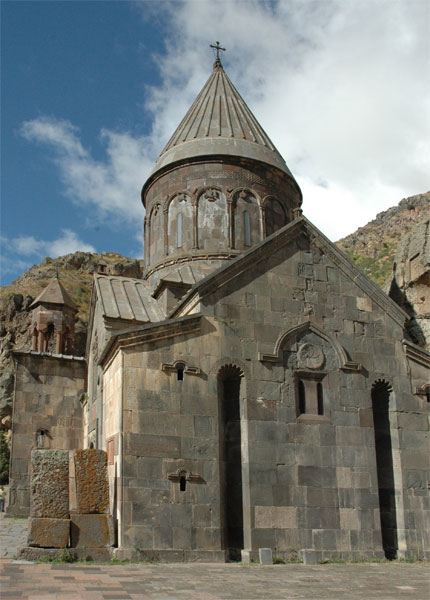
Гегард, 1215

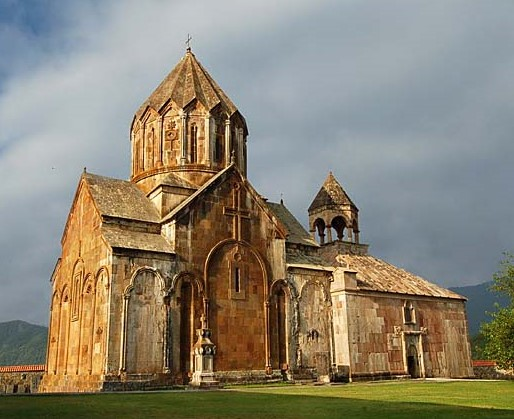
Гандзасар,  1216—1238 роки
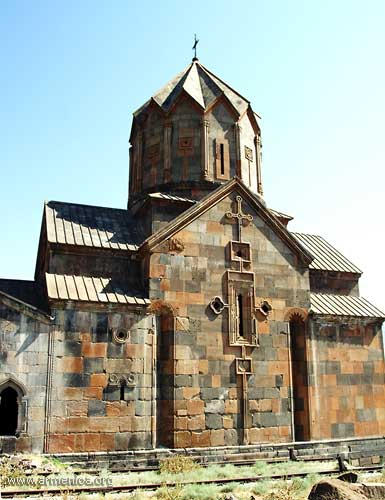
Ованаванк, 1216
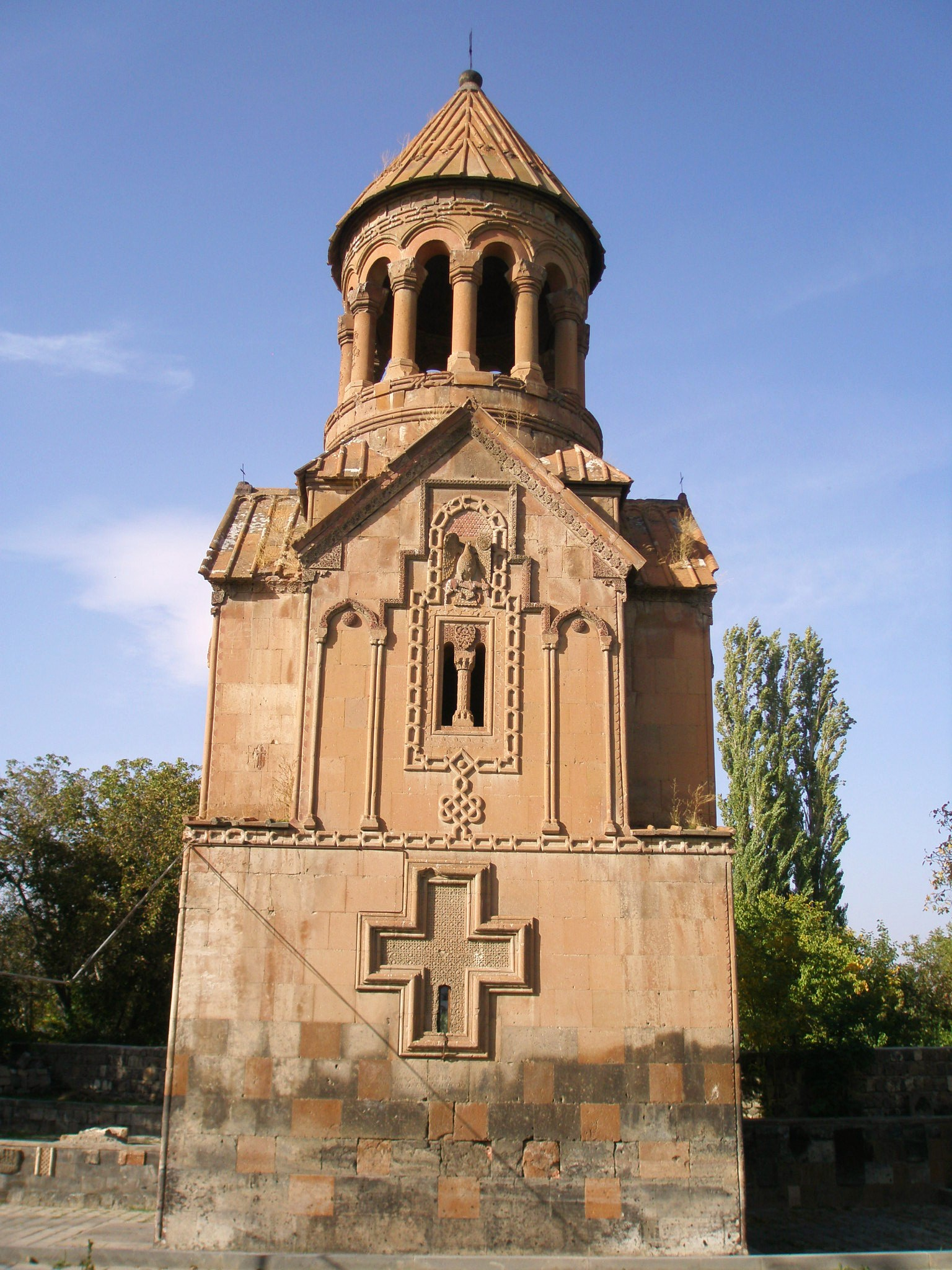
Церква Святої Богородиці (Єгвард), 1301
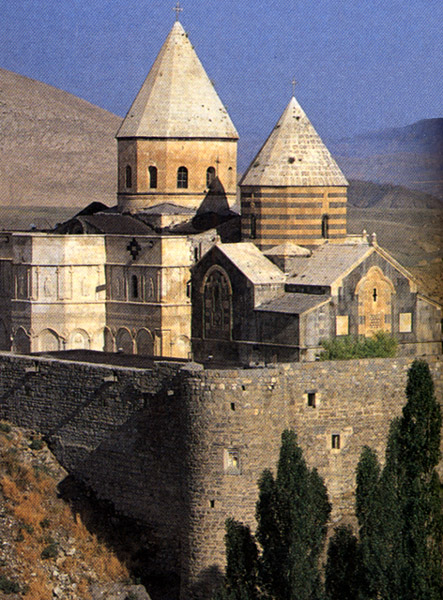
Артаз, Васпуракан, Монастир Святого Тадея, 1319—1329 роки (нині на території Ірану)
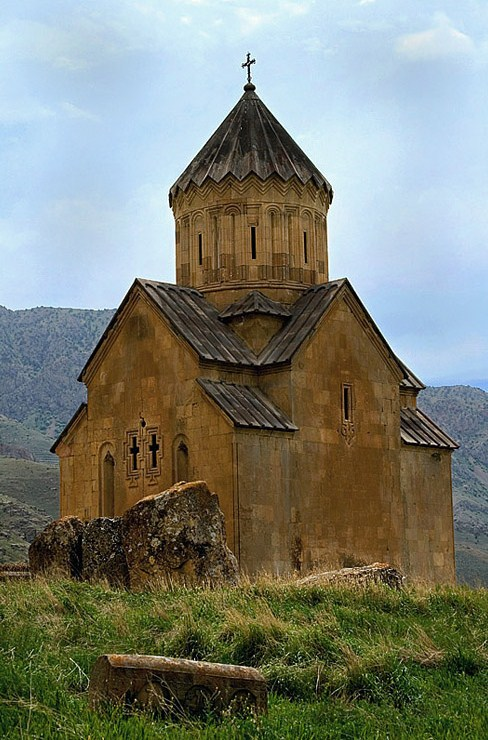
Церква Святої Богородиці (Арені), 1321
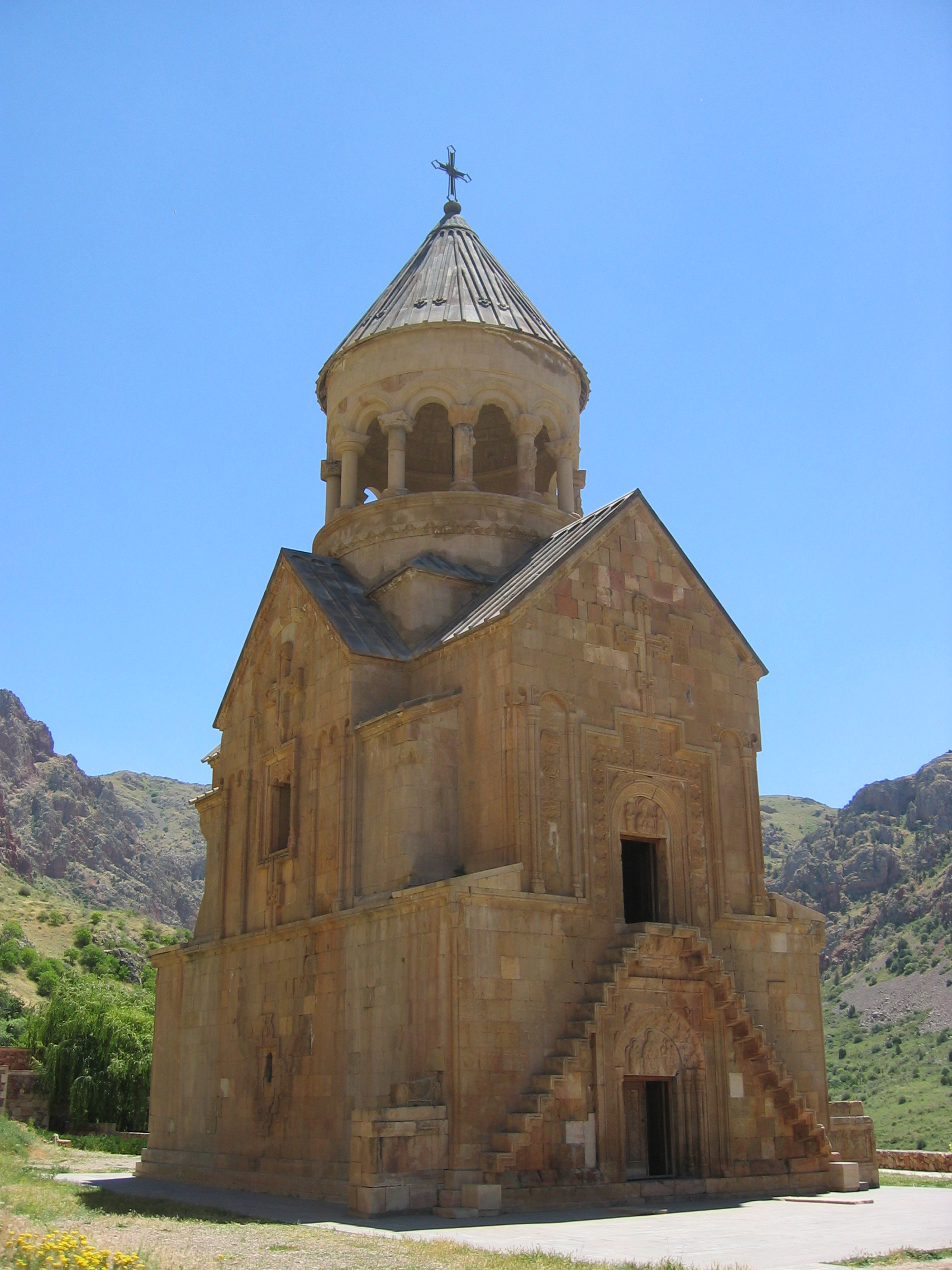
Нораванк, 1339

## Архітектура Ані

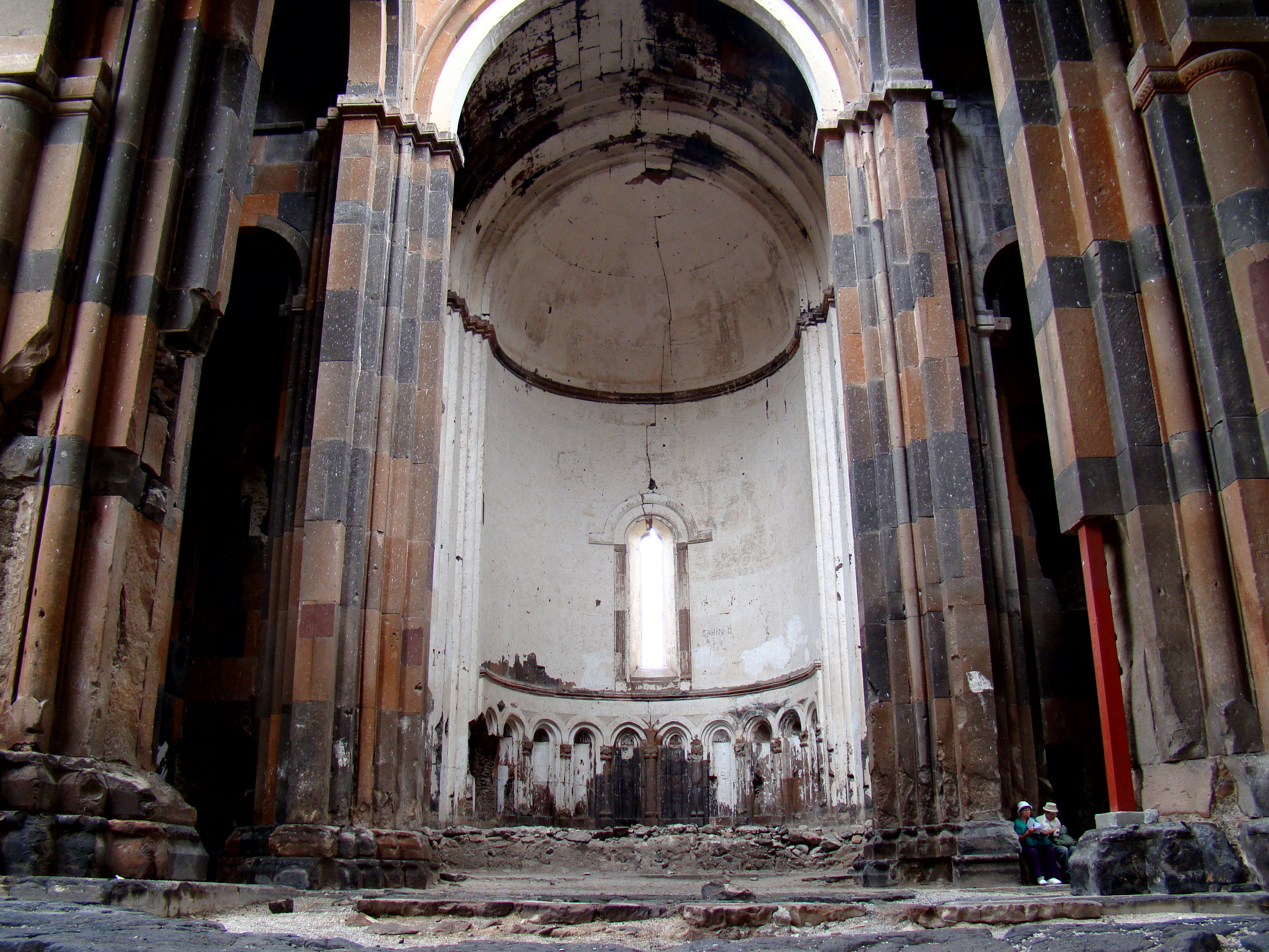
Інтер'єр головного собору Ані, 989—1001 роки

У IX—XI століттях на території Вірменії виникла незалежна держава Багратідів зі столицею в Ані. Архітектура того часу продовжила розвивати принципи зодчества VII століття. У культових будівлях продовжили розроблятись центричні й базилікальні структури. У центричних будівлях стала все більш певною тенденція об'єднання інтер'єру навколо центральної осі, панування підкупольного простору в традиційних схемах хрестово-купольного храму й купольної зали. Пропорції храму витягнулись. Великого значення набули декоративне убранство, різьблення по каменю (церква Григорія в Ані, кінець Х століття; церква Аракелоц у Карсі, середина Х століття).
Про розвиток купольної базиліки дає уявлення кафедральний собор Ані, збудований видатним вірменським зодчим Трдатом. Його будівництво було розпочато за Смбата II 989 року та завершилось під час правління Гагіка I 1001 року. В структурі храму виділено хрестоподібність, що свідчить про вплив на композицію хрестово-купольної системи. Середній та поперечний нефи значної висоти (20 м) домінують в інтер'єрі та на фасадах. Прагнення до пластичного багатства проявилось на фасадах — у витонченій декоративній аркатурі, а в інтер'єрі — у складному профілі пучкоподібних колон, які підкреслюють вертикальну спрямованість перетинів, якій відповідає і стрільчаста форма основних арок. Зазначені деталі деякою мірою попереджують прийоми романських та ранньоготичних будівель, які розвинулись дещо пізніше у країнах Європи.
Первинно, у V—IX століттях Ані був однією з найважливіших фортець центральної Вірменії, у X—XI століттях — столицею Вірменії, у IX—XIV століттях — найбільшим культурно-економічним центром. За часів процвітання населення Ані сягнуло 100 тисяч. В історичному розвитку Ані виділяють 3 етапи: 1) період Камсараканів (IV—VII століття), 2) Багратідів (X—XI століття), 3) Закарянів (1-ша половина XIII століття). До епохи Камсараканів належать стародавні стіни міста й дворянський храм (VII століття), на стінах якого вирізано зображення 4 євангелістів, а також біблійська сцена принесення в жертву Ісака Авраамом. Серед ранніх будівель відомі міські стіни («Ашоташен») 963—964 років, збудовані Ашотом II. У зв'язку зі швидким розвитком міста цар Смбат збудував нові стіни, так звані «Смбаташен», висота яких у деяких місцях сягала 8-10 м. У різні часи стіни були реконструйовані Закарянами та іншими. Стіни Ані мали до 40 входів, у кожного з яких була власна назва.
|                                  |                                |  |                |
| Карта архітектурних пам’яток Ані | Анійський собор, 989—1001 роки |  | Фото 1905 року |

## XV—XVIII століття

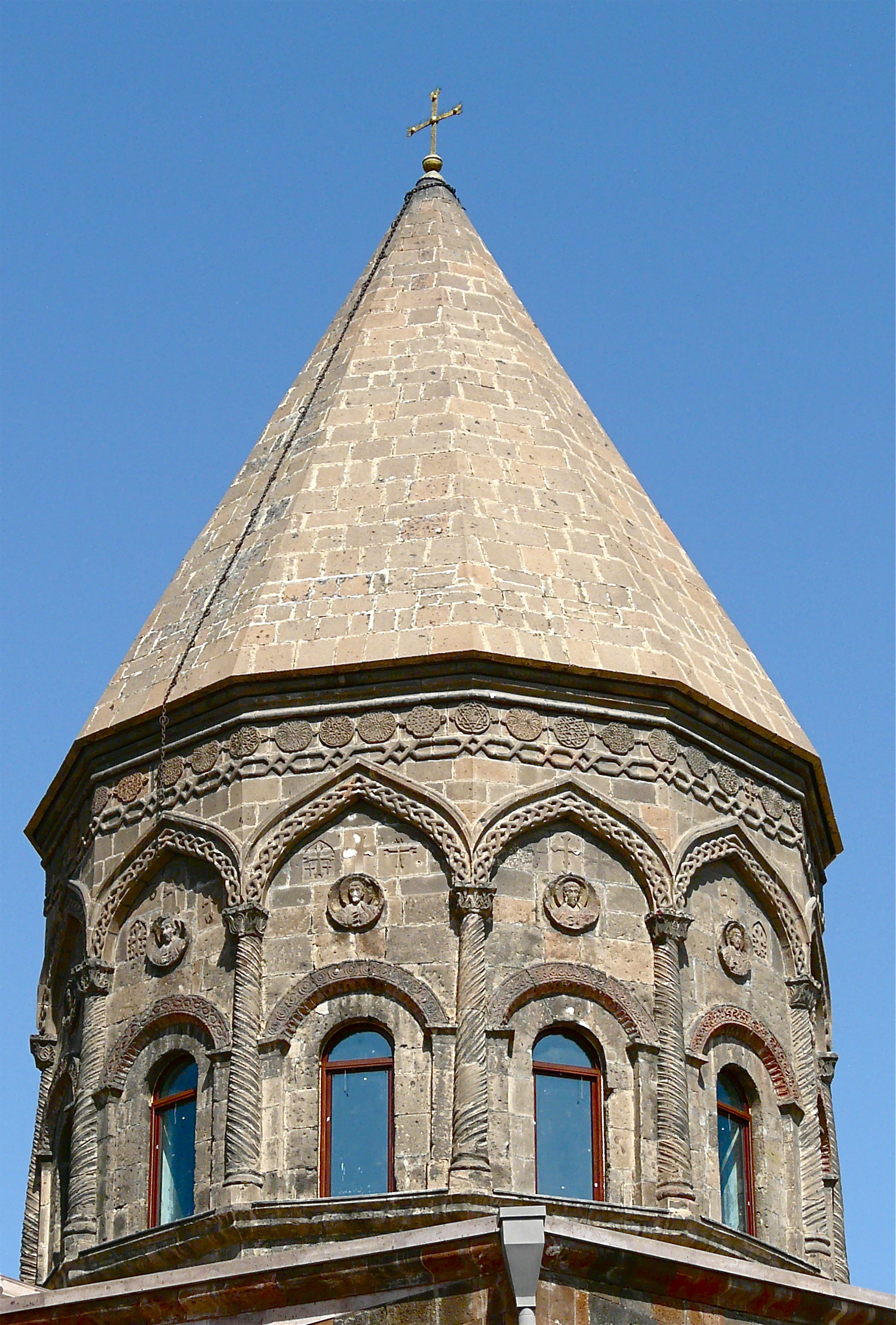
Купол Ечміадзінського собору, початок XVII століття

З другої половини XIV століття для вірменської архітектури почались важкі часи. Через політичний та економічний занепад будівництво в країні розвивалось повільно. У XV—XVI століттях у Вірменії не будувались крупні монументальні будівлі. Вірменське мистецтво обробки каменю в той період розвивалось у малій архітектурі — хачкарах. У XV—XVI століттях вірменські архітектори відігравали значну роль у розвитку османської архітектури. З середини XVIII століття в Константинополі свою діяльність розпочала династія вірменських архітекторів Балян — автори палацу Долмабахче.
Власне вірменська архітектура упродовж XV—XVI століть розвивалась у місцях компактного проживання вірменів на території Росії, Грузії, України, Криму, Польщі.
Починаючи з другої половини XVII століття у Вірменії відзначається порівняний мир, після тривалої перерви створювались умови для розвитку національної архітектури. Будівництво розвивалось, в основному, за трьома напрямками:
- відновлення старих церков і храмів,
- будівництво нових,
- розвиток тих, що вже існують за рахунок нових споруд.

Значні будівельні роботи проводились у Вагаршапаті, було відновлено головний собор і храм св. Гаяне. Нові церковні споруди будувались за принципами вірменської архітектури IV—VII століть — купольні базиліки, купольні зали та особливо тринефні базиліки. Такі базиліки XVII століття на відміну від своїх ранньосередньовічних аналогів були більш простими, без особливої декоративної пишності, часто з мало обробленого каменю. Типові приклади архітектури тієї доби: церкви Гарні, Татєва (1646), Гндеваза (1686), Єгегіса (1708), Нахиічевана (св. Богоматері в Бісті (1637), св. Шмавона у Фараку (1680), св. Григорія Просвітителя в Шороті (1708)) тощо.
У XVII столітті купольних церков будувалось порівняно небагато. Будову купольної зали мали велика церква Хор Вірапа (1666) й Шогакат (1694) Ечміадзіна. Купольні базилікальні церкви будувались в основному в Сюніку й Нахічевані. У той період основним будівельним матеріалом був базальт, використання якого вимагало значних витрат. З цієї причини почали використовуватись більш прості матеріали, в основному цегла.

### Галерея

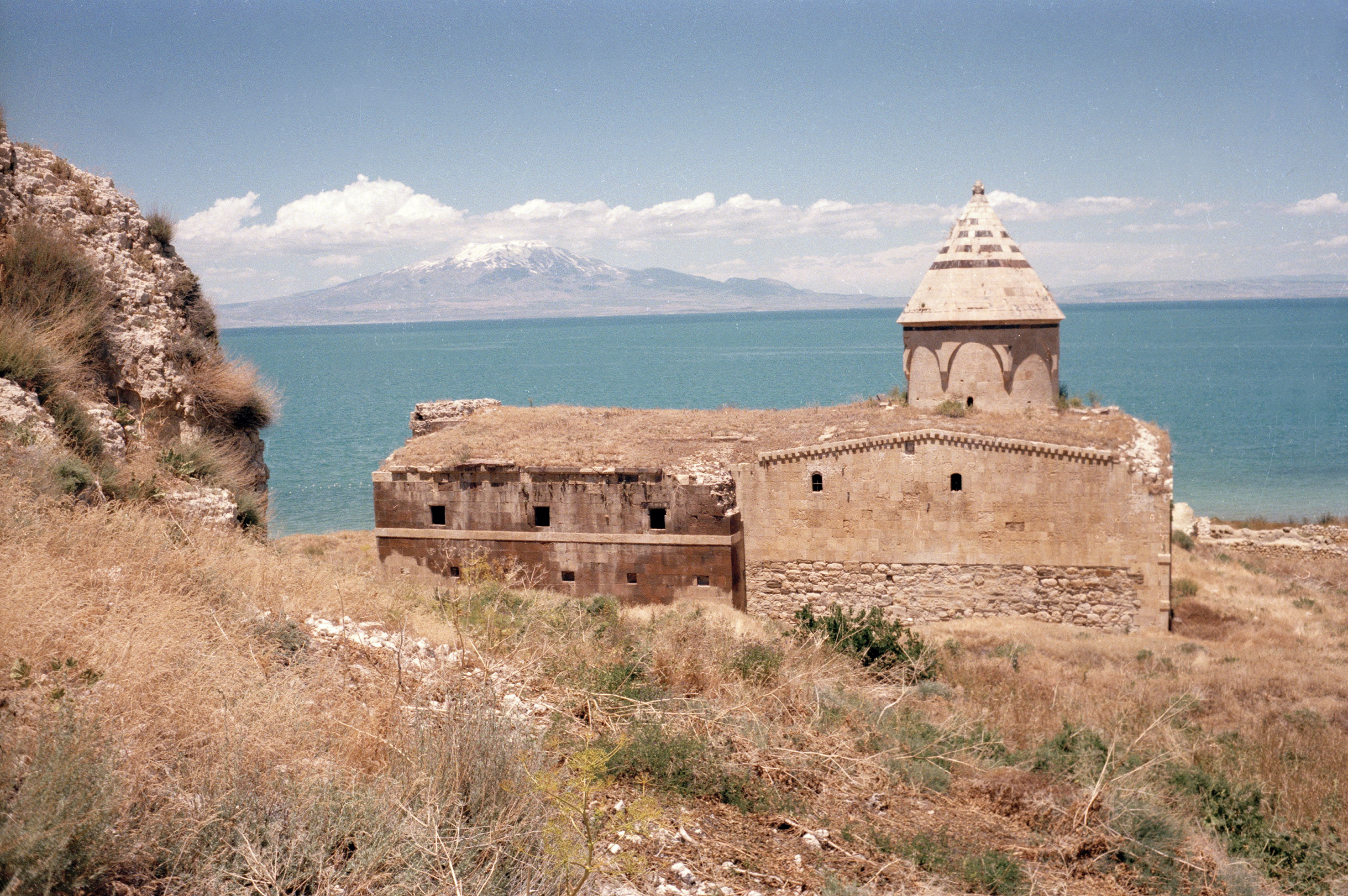
Церква Св. Ованеса на острові Ктуц, XV століття
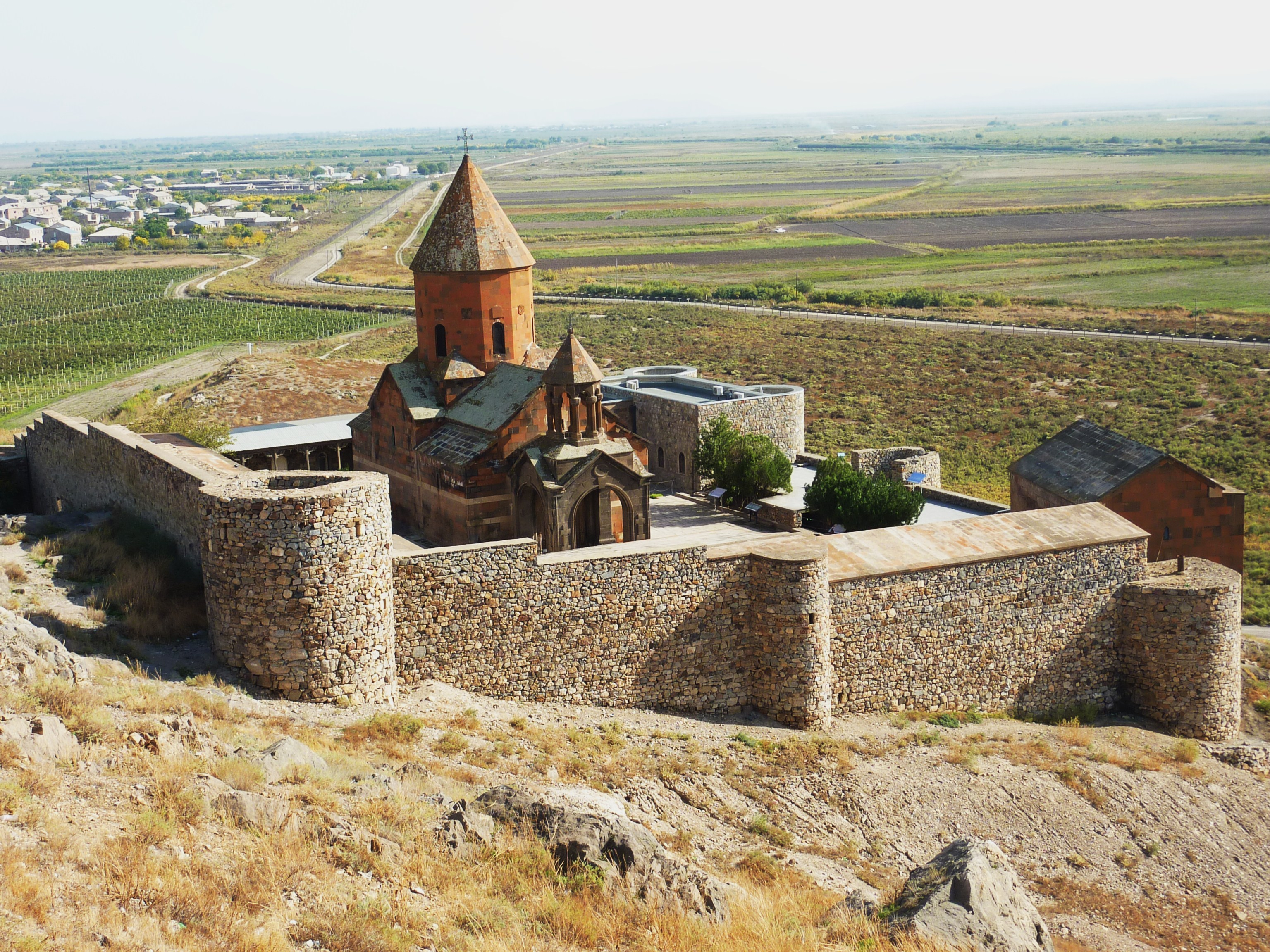
Хор Вірап, 1661
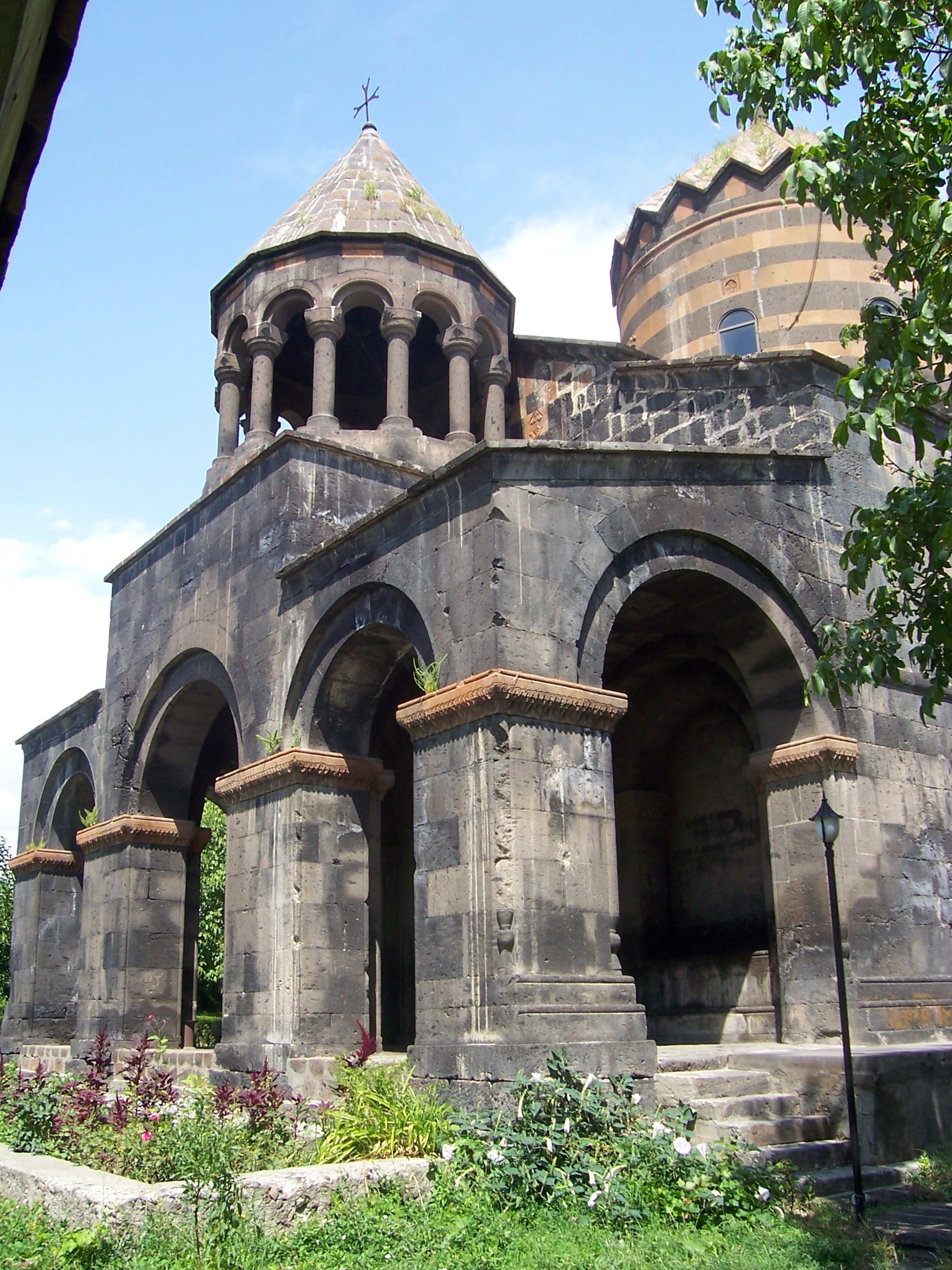
Церква Мугні, 1661—1669
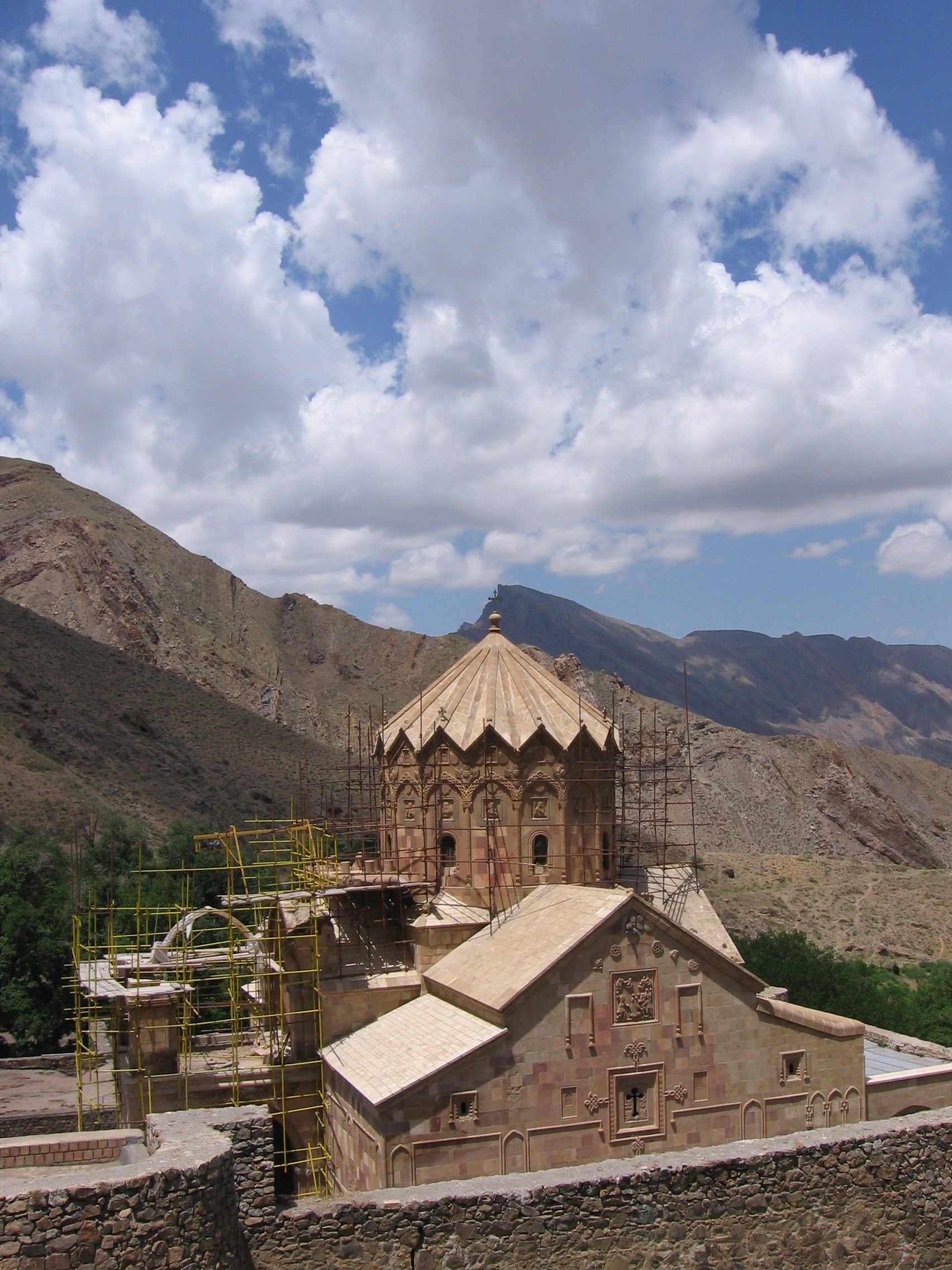
Монастир Святого Степаноса

## XIX століття. Початок XX століття
У XIX столітті містобудування й архітектура міст західної Вірменії (Ван, Бітліс, Карін, Харберд, Єрзнка тощо) зазнавали незначних змін. Приєднання Східної Вірменії до Росії на початку того ж століття створило умови для економічного підйому та порівняного розвитку архітектури й містобудування. Міста частково (Єреван) чи цілком (Олександраполь, Карс, Горіс) облаштовувались за канонічними планами головних планувань. Реконструкція та спорудження міст розвивалось особливо наприкінці XIX — початку XX століть, коли перелічені міста ставали центрами капіталістичного розвитку Вірменії.
Історія вірменської архітектури XX століття почалась з інженера-архітектора Мірзояна. Він спроектував будівлі Єреванської чоловічої гімназії на вулиці Астафьяна (нині Концертна зала ім. Арно Бабаджаняна на вулиці Абовяна), Казначейство і казенна палата (нині банк на вулиці Налбандяна), Учительська семінарія.

## XX століття
Історія архітектури Радянської Вірменії почалась із Олександра Таманяна. На початку XX століття Таманян створив нову версію Генплану Єревана. Він є автором будівель «Опери й балету ім. Спендіарова», «Будинку уряду». Паралельно з Таманяном творили майстри Микола Буніатян (готель «Єреван») та інші.
1930-ті роки позначились на будівлях Геворга Кочара (кінотеатр «Москва», адміністративна будівля КДБ, Універмаг), Каро Алабяна, Мазманяна.
Повоєнне архітектурне проектування очолили Рафаел Ісраелян (Винні підвали тресту «Арарат», Монумент Перемоги в парку «Ахтанак»), Геворг Таманян (кінотеатр «Наїрі», Єреванська державна консерваторія імені Комітаса, Музична школа ім. Саят-Нови, Школа ім. А. П. Чехова), Марк Григорян (резиденція президента, Національні збори, Матенадаран, Картинна галерея, Конституційний суд), Едмонд Тигранян (Єреванський державний університет, будівля залізничного вокзалу), Самвел Сафарян (Будинок уряду н.2, НАН РВ, Драматичний театр у Ленінакані, Медичний інститут, Школа ім. О. С. Пушкіна), Григор Агабабян (Критий ринок), Акопян (стадіон «Динамо», стадіон «Раздан»), Спартак Кнтехцян (літня зала кінотеатру «Москва»), Гурзадян (Бюраканська астрофізична обсерваторія), Артур Тарханян (Пам'ятник жертвам геноциду вірменів 1915 року, аеропорт Звартноц, Спортивно-концертний комплекс).
У 1970-х роках архітектори Л. Христафорян та Р. Асратян створили будівлі аеропортів «Ширак» і «Еребуні». Аеропорт в Гюмрі є однією з будівель Вірменії, які витримали землетрус 1988 року.
Архітектура Радянської Вірменії у XX столітті розвивалась на базі найкращих традицій вірменського архітектурного стилю.

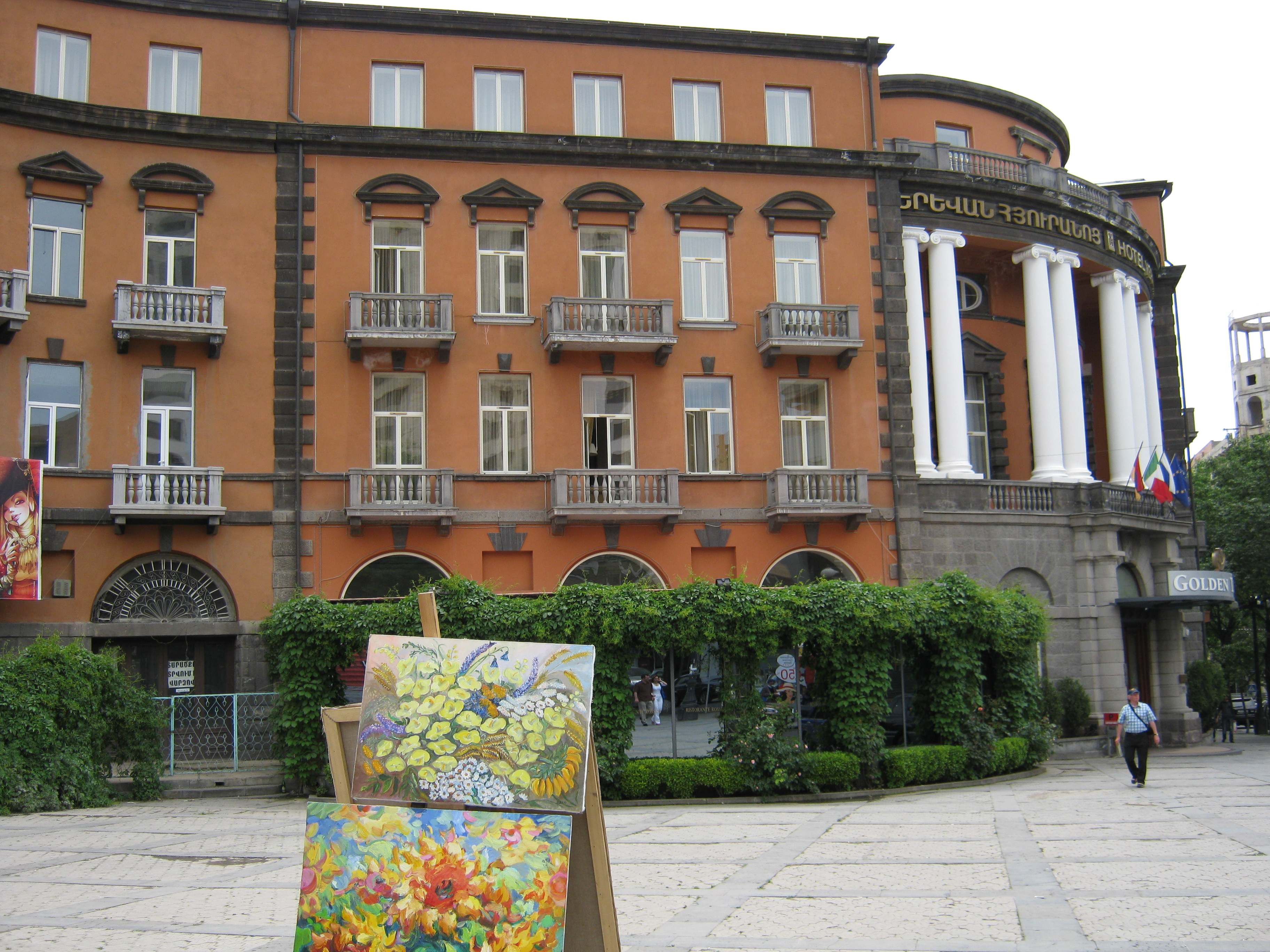
Микола Буніатян. Готель «Єреван» (1926—1928)
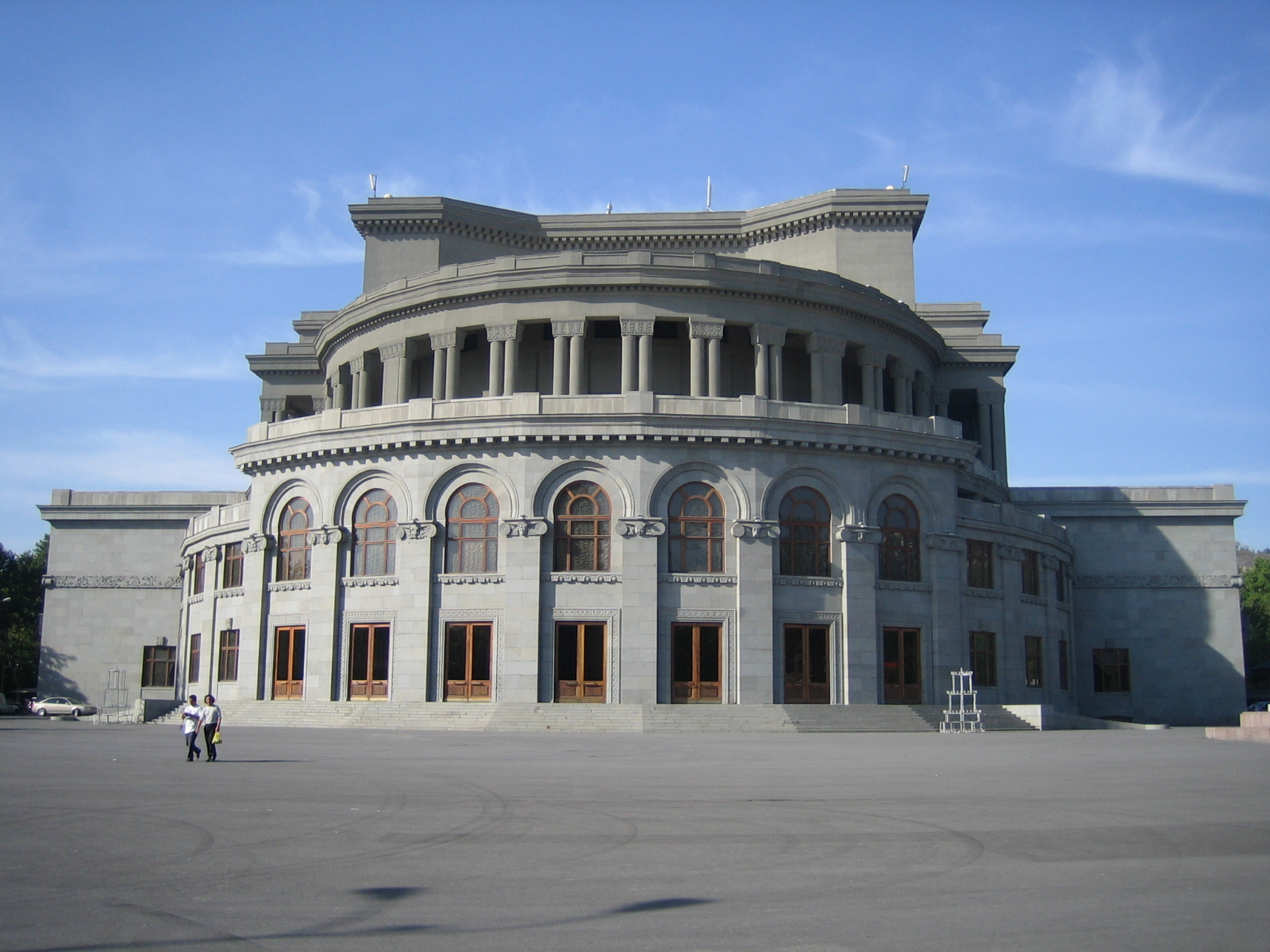
А. Таманян. Театр опери та балету (1926—1939)
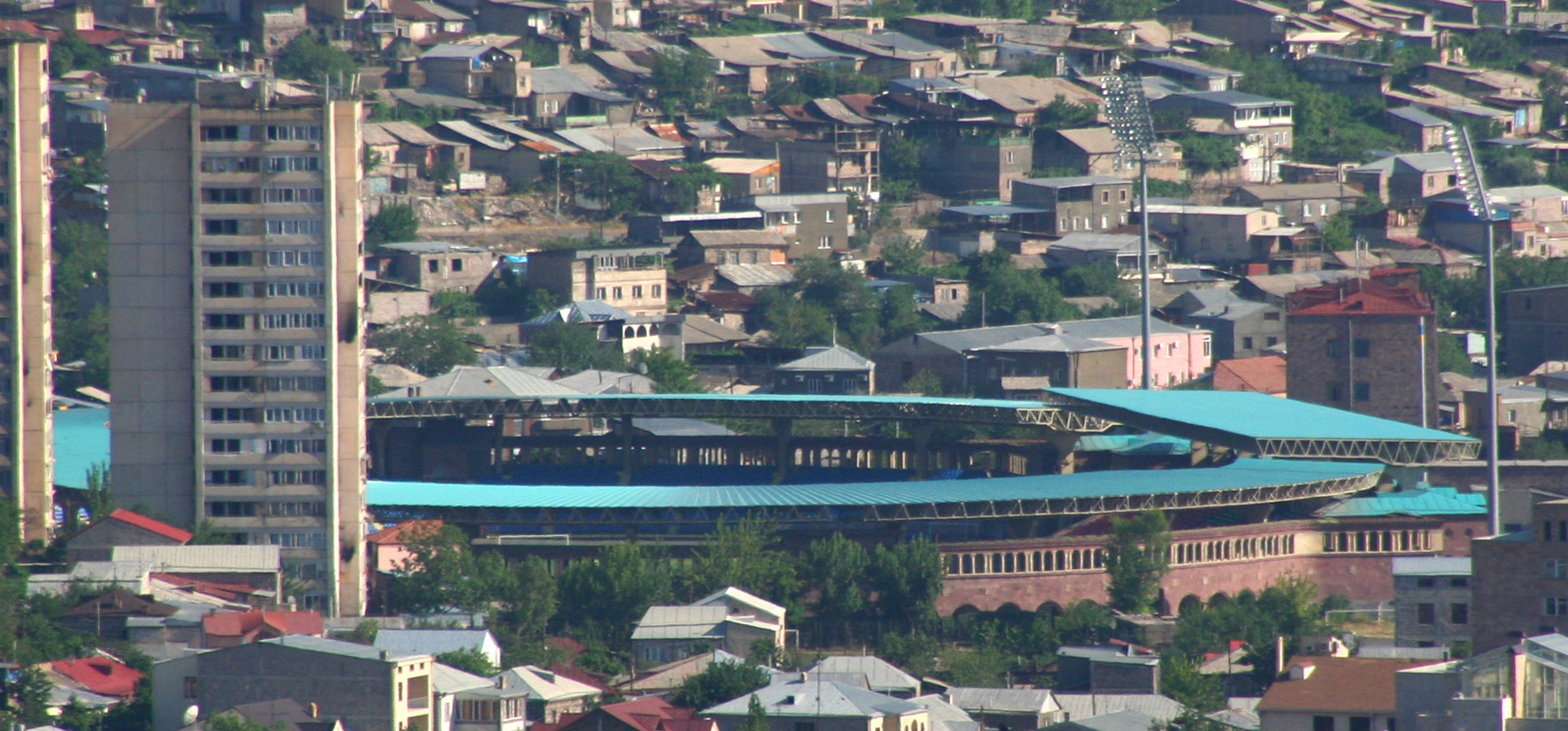
К. Акопян. Стадіон «Динамо» (1948)

## Початок XXI століття
2001 року відбулась урочисте освячення церкви Святого Григорія Просвітителя в Єревані, будівництво якої було приурочено до 1700-річчя прийняття у Вірменії християнства як державної релігії. Церква вважається найбільшою за своїми масштабами в історії багатовікової християнської архітектури Вірменії.
На початку XXI століття група архітекторів (Г. Азізян, С. Назарян, Л. Хрістафорян, А. Айвазян, Г. Овсепян, А. Айрапетян) почала проектування нового комплексу Міністерства оборони РВ. 2009 року проект було нагороджено державною премією в галузі містобудування та архітектури.
2005 року почалось будівництво третього корпусу Центрального Банку РВ (арх. Л. Хрістафорян).
20 січня 2010 року відбулась церемонія відкриття Piazza Grande в Єревані (арх. Р. Асратян).
Вірменські архітектори XXI століття беруть участь у міжнародних конкурсах. Вірмени відзначились на міжнародному конкурсі на проект забудови одного з центральних кварталів Дохи — столиці Катару. Вони посіли друге місце (перше місце — за іспанцями). Автори проекту: Л. Хрістафорян (керівник групи), М. Зороян, Г. Ісаханян, В. Мхчян, М. Согоян, Н. Петросян.